# Población de América precolombina

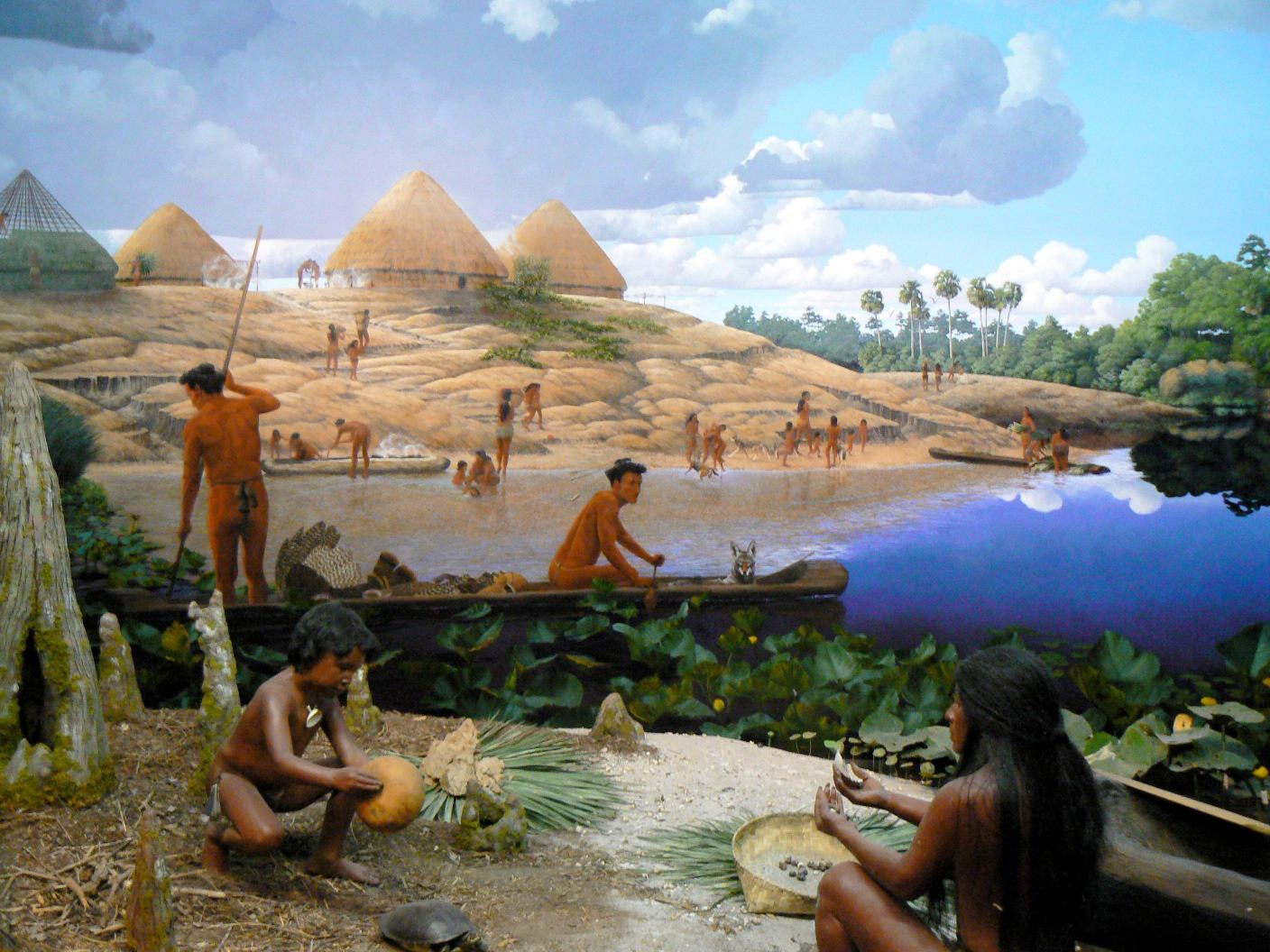
Un diorama de la vida precolombina en La Florida, en el Museo de Historia de Bretagne (Tallahassee, Florida).

La población de la América precolombina se desconoce exactamente, ya que existen varias interpretaciones históricas muy divergentes entre sí. El único consenso es que durante el siglo XVI murieron varios millones de personas indígenas en todo el continente americano.
Más allá de ese consenso general los investigadores se han dividido tradicionalmente en «minimalistas» («bajistas») y «maximalistas» («alcistas») según propongan cantidades más bajas o altas, tanto para la población precolombina como para la mortalidad posterior.
En la actualidad existen tres corrientes historiográficas con posturas divergentes respecto a la población americana precolombina:
- La corriente alcista, defendida fundamentalmente por algunos estudiosos estadounidenses como Dobbyns, Borah y Sulmich a mediados del siglo XX. Estima la población americana previa a la llegada de Colón en 90 a 150 millones.[1]
- La corriente bajista de inicios del siglo XX, en la que las estimaciones nunca alcanzarían los 20 millones de habitantes. Defensores de posturas encuadrables en esta corriente son Ángel Rosenblat y Alfred Kroeber.
- La más reciente es la corriente intermedia o moderada, defendida por historiadores como Sapper, Spinden, Rivet y Denevan, donde las estimaciones oscilan siempre entre 40 y 60 millones de personas.

Las estimaciones son muy diversas: desde los que creen que América estaba deshabitada (como el norte de África) y los que creen que estaba tan poblada como China Oriental.
En los dos extremos están Kroeber con 8,4 millones y Riccioli con 300 millones. Pero ambas posturas tan extremas son rechazadas.

## América del Norte

### Estados Unidos y Canadá
Existen diversos cálculos de la población indígena en la actual Angloamérica: están los bajistas como Ángel Rosemblat (que estiman en un millón de habitantes) y William Denevan (3 millones) pero en la actualidad se cree más en las cifras moderadas y alcistas que hablan de 5 a 6 millones (moderadas) o de 8 a 10 millones (alcistas), siendo en la actualidad estas últimas las más aceptadas, concentrándose la mayor población en el este de Estados Unidos por el uso de la agricultura y con condiciones fluviales y climáticas favorables (cerca de 2 millones en Canadá, Groenlandia y Alaska). Los cálculos más altos llegan a 12 a 18 millones. El cálculo más bajo es el de Kroeber (1934) que estimó 900 000 habitantes, el más alto es el de Henry Dobyns (1983) que estimó en 18 millones. Dobyns estimó en 1966 entre 9 800 000 y 12 200 000 de habitantes. James Mooney estimó en 1 153 000. Según los cálculos de Dobyns eran 1 357 000 en el sureste de los EE. UU., sin incluir timucuas y mississippianos.
Denevan calculó la población sumada de EE. UU. y Canadá en 4,4 millones y Driver 3,5 millones. Mooney estimó la población de California en un millón, Kroeber la redujo a 152 mil.
La población nativa de California bien pudo caer de 700 000 a 200 000 entre 1500 y 1800.
Uberlaker estimó la población al momento del contacto en 2 171 125 (1976), aunque después la rebajó a 1 894 350 (1988), Denevan entre 3,79 y 4,4 millones, Thornthon en 7 millones, aunque posteriormente estimó en 1 845 183 para EE. UU.

### México central
Dentro de la corriente alcista, Sherburne F. Cook y Woodrow Borah estimaron la población de esta área en unos 25,2 millones de personas, mientras que Denevan defiende unos 21,5 millones y Dobyns hace la estimación más alta, unos 32,5 millones de habitantes. Hay incluso cálculos de frailes franciscanos de la Colonia que hablan de hasta 45 millones de personas, incluido Yucatán.
En la corriente alcista moderada o intermedia podemos encuadrar los cálculos de Sapper que considera que esta zona estaba habitada por entre 12 y 15 millones de personas antes de la llegada de Cortés. Whitmore estima en 16 millones.
Cook & Simpson estimaban que en 1548 vivían 11 millones de personas en el México central, pero solo 4 409 180 para 1565, una revisión del cálculo hecha por Cook & Borah (1960) en 2 649 573 (el rango es de 2,5 a 2,8 millones). Los cálculos más bajos hablan de un millón de indígenas mexicanos en 1568.
Mientras Stannard en su libro American Holocaust (1992) estimó en 1,7 millones en el sur y 2,5 millones en el norte.
En él valle de México de era de alrededor de 1 155 000 (Sanders), 1 590 000 (Whitmore) o 2 960 000 (Borah & Cook). Para Whitmore en 1607 quedaban solo 180 000 habitantes. En el año 2000 a. C. el valle tenía cerca de 5000 habitantes, superando el millón en 1519. En otras regiones la caída también fue abrupta. En el reino de Tlaxcala durante el siglo XVI su población cayó de medio millón a cien mil. Este último reino al momento de llegar Cortés tenía un ejército de 50 000 hombres.
Coatepec y Ixtapaluca (provincia de Chalco), si en 1519 tenían 166 200 a 193 200, en 1568 le quedaban 40 400 a 64 400 solamente. Tlalmanalco tenía 80 a 100 mil habitantes originalmente, en cinco décadas quedaban solo la mitad. Cuitláhuac y Mixquic tenían 100 623 a 111 804 habitantes en 1519, cayendo a 12 578 o 13 976. Xochimilco y Milpa Alta 83 749 a 93 054, cayendo a 27 916 o 31 018. Otumba y Texcoco sumaban 273 796 a 304 216 en 1519 pero en 1568 apenas había 101 406.
Texcoco tenía 43 200 a 51 000, Chiautla 6750 a 7.500, Coatlichan 13 500 a 15 000 y Tezoyuca 4050 a 4500 gentes en 1519. Los gobernantes de Texcoco dominaban un área con cerca de 100 000 súbditos en 1519.
Tenochtitlán-Tlaltelolco sumaban según Cook & Borah 354 256 a 393 618, pero en 1568 solo 120 a 200 mil. Cuauhtitlan y Zumpango eran poblados por 165 083 a 183 426 habitantes, cayendo en 1568 a 27 514 a 30 571 sobrevivientes. El gobernante de Cuauhtitlan pasó de tener 70 a 75 mil (quizás incluso 90 a 110 mil) a solo 19 a 22 mil.
Cifras de tres millones de chichimecas emigrando en el 1012, que da Fernando De Alva Ixtlilxochitl, y que los reyes que les resistieron movilizaron más de un millón de hombres, muriendo más de 5 millones de personas son cifras que dan un ejemplo al debate entre bajistas, moderaros y alcistas.
- Toltecas: Su población y la de los pueblos bajo su control pudo haber llegado a los 4 millones de personas.[35]
- Aztecas: Eran la etnia dominante del antiguo México, vivían en el actual Valle de México se calcula que eran 1,6 millones de personas en 1519 pero se redujo a 250 000 en menos de un siglo (1610).[36]
- Tepehuanes: antes de la invasión española la población de este pueblo era de unos 100 000 y la redujeron a apenas 20 000[37] tras las pestes transmitidas por los invasores que viajaban durante meses por los mares alimentándose mal y con falta de higiene -de 1594, 1601-1602, 1606-1607, 1610 y 1616-1617. Esto junto a la imposición cultural y económica española llevaron a una rebelión entre 1616 y 1620 en la que 4 mil guerreros participaron y murieron.[38]
- Lacandones: Serían unas 12 000 personas que vivían la actual Chiapas.[39] Décadas tras la conquista eran 250 según Manuel Gamio.[40]

El actual valle de México fue siempre uno de los principales centros demográficos de Mesoamérica, basados en la información que nos da en 1570 López de Velasco, en esos tiempos el valle tenía 125 000 indios tributarios, se puede calcular en 325 a 350 mil la población nativa en total. Es probable que en 1519 el valle tuviera millón y medio de habitantes. Para 1563 Xochimilco había pasado de 30 000 a 6 o 7 mil habitantes, mientras que hacía 1600 Chimalhuacán pasó de 8000 a 300, Chicoloapa de 6000 a 200 y Tizayuca de 4000 a 150. La población nativa del valle era de solo 70 000 hacía 1650, 120 000 en 1742 y 275 000 en 1800.
Cálculo de la población de parte del valle de México en el siglo XVI:
| Lugar       | Población de la Cabecera calculo arqueológico | Población 1568 | Población 1519 |
| ----------- | --------------------------------------------- | -------------- | -------------- |
| Tepexpan    | 900-1200                                      | 4421           | 11 937-13 263  |
| Chiconautla | 2500-5000                                     | 1478           | 3991-4434      |
| Acolman     | 3600-4800                                     | 11 480         | 30 996-34 440  |
| Otumba      | 3200-6400                                     | 12 000         | 32 400-36 000  |
| Total       | 10 200-17 400                                 | 29 379         | 79 324-88 137  |

Cálculo de la población total del valle de México en el siglo XVI:
| Lugar                                              | Población 1519  |
| -------------------------------------------------- | --------------- |
| Tenochtitlán-Tlaltelolco                           | 150 000-200 000 |
| Texcoco                                            | 20 000-30 000   |
| Xochimilco Amecameca Tlalmanalco Tacuba Ixtapalapa | 75 000          |
| Pueblos y ciudades de hasta 5000 ha.               | 160 000-200 000 |
| Total                                              | 405 000-505 000 |

Reducción demográfica mexicana en el siglo XVI:
| Lugar           | Autor           | Población 1519         | Población 1595       |
| --------------- | --------------- | ---------------------- | -------------------- |
| México          | Rosenblat       | 4 500 000              | 3 500 000            |
| México          | Aguirre Béltran | 4 500 000              | 2 000 000            |
| México          | Zambardino      | 5 000 000- 10 000 000  | 1 100 000- 1 700 000 |
| México          | Mendizábal      | 8 200 000              | 2 400 000            |
| México          | Cook & Simpson  | 10 500 000             | 2 100 000- 3 000 000 |
| México          | Cook & Borah    | 18 000 000- 30 000 000 | 1 400 000            |
| Valle de México | Sanders         | 2 600 000- 3 000 000   | 400 000              |
| Valle de México | Whitemore       | 1 300 000- 2 700 000   | 100 000- 400 000     |
| Valle de México | Gibsson         | 1 500 000              | 200 000              |

>

### Península de Yucatán
Región donde la civilización maya se desarrolló desde aproximadamente el siglo III d. C. hasta el siglo XVI en que son conquistados sus territorios por los europeos. En este caso hay dos grandes corrientes de pensamiento:
La de los que creen que la población maya tras el final de su época de esplendor (período clásico mesoamericano) decayó en población y la de los que creen que no cayó sino que siguió creciendo. Según los estudios de Spiden en 1920, en el siglo VI había 8 millones de mayas en la península y durante el siglo XII con la migración tolteca esta era todavía mayor, pero que fue cayendo con el fin de su civilización. Morley, otro historiador, aceptó las cifras pero a las del siglo XII las elevó a 13 millones. El historiador Thompson habla de 2 a 3 millones de mayas yucatecos en el siglo IX siendo el representante de las cifras más moderadas.
Para calcular la población yucateca en el siglo XVI, Helmurt O. Wagner habla de 8 a 10 millones de personas. Según Frederick W. Lange la organización política y número de asentamientos eran tan influyentes como la capacidad agrícola calculando en 2 285 800 personas en 1519. El estudio de Lange se basó en un estudio anterior de Jakeman que estimó en 1 275 000 mayas en el mismo año. Para Morley la población había descendido a 1,6 millones. Los más bajistas como Sanders hablan de 535 000 a 592 000 mayas y Kroeber que llega a sólo 280 000. También esta Roy que habla sólo de 300 000 personas. Cook y Borah la calculan en 2,4 millones con Chiapas y Tabasco (800 mil en Yucatán). Rikerston estimaba que en 1537 13 millones de personas vivían en Yucatán.

## América Central

### Honduras
En Honduras las zonas más pobladas y desarrolladas son los valles de Comayagua y del río Ulúa y a orillas del lago de Yojoa, sobre los mayores centros "urbanos" destacan los pueblos de Naco, Quimistlán, Zula y Cholome que tenían más de dos mil casas cada uno. En 1565 Benzoni atribuía 400 000 nativos al momento de la conquista y es considerado el cálculo más certero, ya que fue hecho poco después que Alvarado conquistara la parte occidente del futuro país. Basándose en dicha fuente el resto de autores han hecho sus propios cálculos, MacLeod lo tomó como si la cifra se tratara solo de indios tributarios (padres de familia) los que no lleva a su cifra de 2 millones en total. La reconstrucción de Sherman habla que de los 400 000 nativos que había en 1524 en 1550 había apenas 5.000. Newson basándose en el testimonio del gobernador Andrés de Cereceda, quién reportó que solamente en la región de Naco había 200 000 indios en capacidad de prestar servicio, y que en la región costera los pueblos solían tener más de 2000 casa y en el interior unas 3000 cada uno. Con estos datos consideraba muy bajos los cálculos de 600 000 indios en la zona sometida y 200 mil fuera de ella, para ella según los recursos naturales y la economía indígena la población mantenida por las diferentes economías indias podía así haber alcanzado 1 396 858 o más. En los cálculos antes citados, unos 600 mil hubieran vivido en las zonas colonizadas del occidente y el valle central, mientras que el resto en la zona no sometida del oriente. Newson estimó que la población de la región centro-occidental bien pudo haber caído a 32 000 a mediados del primer siglo de conquista. Johannessen estima en 200 000 indios tributarios en 1535.
El principal, más numeroso, organizado y extendido pueblo precolombino del territorio hondureño, era el lenca, se estima que en promedio cada poblado tenía 350 casas y mucho más de 500 pobladores. La población era de 80 a 100 mil lencas.
Con la conquista y su reducción el número de poblados lencas cayó a 100 de los más de 500 originales.
En 1550 el pueblo lenca de Arambala tenía 200 indios tributarios (jefes de familia), es decir, 1000 habitantes. La población había disminuido en 1740 considerablemente, y solamente tenía 11 indios tributarios o sea una población de cerca de 60 habitantes. Perteneció al curato de Oscicala y su población era de 198 personas, repartidas en 17 familias.
Al declive de la población hay que sumarle el aumento constante de la población mestiza, un padrón de 1786 estimó en 36 702, un crecimiento del 9,6 % respecto al de 1777, mientras que españoles e indios descendieron cerca de un 10 % cada uno en el mismo período de tiempo. Johannessen creía que Benzoni menconaba 400 mil indios tributarios, multiplicados por tres alcanzaban los 1,2 millones. Se calcula que 2000 o 30 000 guerreros indígenas estaban al mando de Lempira cuya fortaleza era el Peñol de Cerquín, llegando a controlar el valle de Comayagua. En la década de 1540 el valle de Guayape tenía 20 a 27 mil lavadores de oro. Por otra parte el Obispo Pedraza calculó que la población había caído de 800 mil a 15 mil para 1539, se debe tener el cuenta que el presidente de la Residencia primera de la Audiencia, Alonso López de Cerrato, elaboró entre 1548 y 1550 un cálculo que en los 64 pueblos bajo su dominio había 4354 tamemes y 373 indios para otros oficios, los tamemes eran varones indígenas adultos, casados o solteros, como probablemente eran los restantes, por lo que solo son una fracción de la población total y no todos los pueblos tenían que presentar servidores y tamemes, por lo que hace suponer una población total mucho mayor, probablemente no era menor de los 15 mil.
En cuanto a la esclavitud indígena, en 1530 el gobernador López de Salcedo esclavizó a 2000 indios de los pueblos de Trujillo y Olancho y los llevó Nicaragua, el mismo obispo antes mencionado indica que en valle de Naco de los 8 o 10 mil hombres que había, quedaban en 1539 solo 250, otra fuente indica que en 1586 la población de dicha provincia tenía apenas 10 000 indígenas, cerca de 100 a 150 mil indios hondureños fueron esclavizados y llevados a las Antillas, Guatemala, Nicaragua e incluso Panamá y Perú; a esto hay que sumarles las campañas militares y la represión inmediata, 6000 murieron en la campaña de Alvarado y probablemente 30 a 50 mil en toda la conquista.
Newson estimó en un 95 % la reducción de la población nativa en Honduras, ella misma era partidaria de cálculos que podrían llamarse alcistas. La misma estudiosa estima que en Soconusco y Zapotitlán la población se había reducido a un 5 % para 1570 y para las mismas fechas la costa del Pacífico nicaragüense y Nicoya habían perdido unos 500 000 nativos, exportados como esclavos, por lo que su población se había reducido a apenas un 3 % de supervivientes.
La región de Soconusco paso a tener 60 000 habitantes en 1524, se estimaba que originalmente tenía 15 a 30 mil tributarios en total.
Se debe tener en cuenta que algunas fuentes hablan que solo 25 000 indígenas vivían en el oeste o centro hondureño en el primer siglo de conquista. En la región de Olancho fue considerada una zona muy poblada, incluso tras la conquista, en 1611 el fray Verdelete la describió a esta y sus valles como muy poblados de gente. López de Velasco contabilizó 10 000 indios tributarios en Olancho y a fines del siglo XVI en la región Taguzgalpa.
Se afirma que entre 1622 y 1623, estos misioneros a cargo de Juan de Baena trabajaron tierra adentro entre los indígenas payas, lograron asentar 700 indígenas en siete pueblos y bautizar a otros cinco mil. Sin embargo, con su muerte ocurrida en el año de 1623, en manos de un grupo de indígenas albatuynas o taguacas, estos pueblos permanecieron fuera del control español desde ese año hasta 1661, cuando se reanudan las actividades misioneras.
En 1672 la población de los misquitos era de 1600 a 1700 habitantes.
Hay pocas fuentes para calcular la población nativa fuera del dominio europeo, nos muestra como principal grupo a los jicaques, en 1752, fray Alcántara, quién estaba a cargo de la conversión de los indígenas entre ríos Leán y Muliá, en las montañas de Olancho, cálculo en 3000 indígenas habitando las montañas. Un reconocimiento posterior del área, realizado por el subdelegado don Antonio Manzanares en 1789, indica que había 1535 "hombres de armas", pero el mismo sugiere que para obtener la población total había que multiplicar esta cifra por ocho, ya que cada hombre tenía dos o tres mujeres con sus respectivos hijos. A pesar de estos testimonios es muy difícil calcular la población de dicho grupo, aunque en 1737 se decía que había 3000 indios infieles en Olancho a pesar de estar mermados en número por sus guerras contra los zambo-mosquitos.
En el año de 1737 se informó que existían dos misiones en la provincia de Comayagua, una poblada por indios jicaques y la otra por payas, ambas a cargo de religiosos de la orden de San Francisco. En la misión y reducción de los indios payas se habían realizado tres entradas. En la primera se sacaron como mil quinientos indígenas, en la segunda, un número aproximado de mil setenta (aunque la mitad de ellos eran de los que se habían sacado en la primera entrada) y en la tercera se sacaron doscientos indígenas. Los misioneros consideraban que aún había unos 3000 payas que permanecían fuera del dominio español.
Hacia finales del siglo XVIII la población indígena total de la frontera oriental de Honduras no superó las 40 000 almas, de las cuales unos 14 000 eran jicaques, 12 000 payas, 10 000 zambos, 4000 misquitos y otros. A principios del siglo XIX la población indígena de Honduras registró un aumento de un 31,9 % con relación a la población calculada a finales del siglo XVII. Este incremento se observó sobre todo entre los indígenas tributarios, cuya población aumentó en más de la mitad. A la vez, los grupos indígenas que aún permanecían fuera del control español continuaron perdiendo población, especialmente cuando entraban en contacto por primera vez con grupos extraños.
En 1801 los indígenas que vivían en los pueblos de indios registrados oficialmente en un padrón sumaban en total 34 910 almas (8114 tributarios).
En el año de 1804 el gobernador Intendente de Honduras don Ramón Angiano calculó que la población paya ascendía a unos diez o doce mil indígenas. Aunque esta cifra se considera excesiva, lo cierto es que ya para las primeras décadas del siglo XIX la población había aumentado considerablemente. Si se acepta el dato del intendente Anguiano para los jicaques y los payas, entonces el número total de indígenas que estaban fuera del control español en el oriente de Honduras puede ser calculado entre veinticinco y veintiocho mil, a los que había que agregar 590 más que se encontraban en las misiones.
A principios del siglo XIX, había 290 indígenas en la misión de Luquique y alrededor de 300 habían sido establecidos en las misiones de Olancho.
A mediados del siglo XIX 1000 jicaques vivían en el departamento de Santa Bárbara, 400 de ellos se encontraban en el río Choloma.
Estimación de la población precolombina hondureña según Newson (1992a: 118):
| Región             | Área en kilómetros cuadrados | Densidad poblacional | Población |
| ------------------ | ---------------------------- | -------------------- | --------- |
| Occidente y Centro | 42 563                       | 20                   | 851 260   |
| Oriente            | 52 897                       | 10                   | 528 970   |
| Área Xicaque       | 16 628                       | 1                    | 16 628    |
| Total              | 112 088                      | 12,5                 | 1 396 858 |

Se debe mencionar que hacía 1544 Griffin (1992) estimaba que solo quedaba el 25 % de la población original. Newson consideraba que para 1575 quedaban solo el 5 %.
El censo de 1801 un censo contó 1512 familias españolas y 13 553 ladinas (ambos grupos sumaban 92 971 gentes), 8298 indios que pagaban tributo y 27 184 fuera del control español. En 1804 el gobernador estimó en 16 000 tolupanes entre Omoa y Gracias a Dios, 15 000 a 30 000 misquitos al este de río Tinto y 10 000 a 12 000 pech y tawahkas fuera de control (Griffin, 1992).

### Antillas
Una de las primeras estimaciones sobre la población precolombina la hizo Fray Bartolomé de las Casas, para la isla de La Española, que tendría según el religioso de 3 a 4 millones de habitantes antes de la llegada de los hispánicos. El cálculo más alto es el de Borah y Cook (1971) que estimaron en 14 millones los que vivían en esa isla al llegar Colón. Mientras Frank Zambardino (1978) estimó un millón de habitantes, con un margen de variación de, aproximadamente, un treinta por ciento. Los tainos de todo el Caribe poseían grandes conocimientos agrícolas lo que les permitía mantener grandes grupos poblacionales, en especial por su conocimiento de sistemas de regadío.
Los cálculos varían bastante entre los expertos sobre la población de La Española en 1492:
| Experto                | Estimación | Experto                               | Estimación          | Experto             | Estimación                            |
| ---------------------- | ---------- | ------------------------------------- | ------------------- | ------------------- | ------------------------------------- |
| Verlinden (1973)       | 60 000     | Amiama (1959) Rosenblat (1959 y 1976) | 100 000             | Lipschutz (1966)    | 100 000-500 000                       |
| Frank Moya Pons (1977) | 377 559    | Córdoba (1968)                        | 500 000             | N.D.Cook (1993)     | 500 000-750 000                       |
| Moya Pons (1971)       | 600 000    | Zambardino (1978) Denevan (1992)      | 1 000 000           | Guerra (1988)       | 1 100 000                             |
| Denevan (1976)         | 1 950 000  | Watts (1987)                          | 3 000 000-4 000 000 | Borah & Cook (1971) | 7 975 000 (margen de 4 a 14 millones) |

El colono alemán Nicolaus Federmann establecido en la isla entre 1529 y 1532 dice que de los 500 000 nativos que había al llegar Colón quedaban unos 20 000 cuando el viajó a La Española. Según Miguel de Pasamonte estimó en 60 000 nativos en 1508, en 1510 Diego Colón eran 33 523 indios, en 1514 se censaron 26 334, en 1518 a 1519 eran 18 000 indígenas y 1542 serían solo 2.000.
En la región de Cibao vivían 50 000 naborías, de estos dos tercios mueren por hambre, guerra y enfermedades en 1495. Unos 50 000 nativos murieron en su segundo viaje de Colón según Pedro Mártir. En su tercer viaje Colón llegó a Trinidad isla que decía estar muy poblada, cuyos habitantes eran agricultores, desde esa isla y la costa venezolana unos 15 000 nativos fueron capturados y llevados a La Española según el licenciado Alonso Zuazo desde 1498 a 1518. Los españoles organizaron grandes redadas para capturar miles de indígenas en todo el Mar Caribe, incluyendo Cuba, Puerto Rico, Jamaica, las Antillas Menores y el continente. Para Mártir de Angelería fueron unos 40 000 los capturados entre 1508 y 1513.
En 1502 Mártir afirman que habían enfermado 50 000 nativos y solo un tercio sobrevivió, ese año llegaron a la isla 2500 españoles, 1000 murieron en los siguientes meses y 500 enfermaron cuando Colón volvió. A los que habría que sumarles los 1500 que les precedieron en 1493 (de los que más de la mitad murió en menos de 3 años).
Sin embargo varias decenas de miles de indígenas sobrevivieron buscando refugió en las montañas o resistiendo las pésimas condiciones de vida de las plantaciones, cuando se habló de la extinción de los nativos del Caribe se debe a que Bartolomé de la Casas lo usó para convencer al Emperador de la necesidad de prohibir las encomiendas y crear reducciones o pueblos de indios, también porque compararon la población taina con la de los pueblos de México y los Andes (mucho más densamente poblados), los encomenderos también mentían en sus cartas al Emperador sobre el número de indios para obtener el permiso real para traer un mayor número africanos a la isla que eran considerados más fuertes por su mayor resistencia a las enfermedades y más aptos para los trabajos en plantaciones y minas.
Desde fines del siglo XVI los censos contaban solamente como "indios" a los taínos "puros", pero no a sus descendientes mestizos (categoría que apareció mucho después) o a taínos casados con miembros de otros grupos étnicos, también había ciertos intereses económicos en disminuir el número de indios contabilizados. Los indios puros tenían leyes a su favor por las cuales la Corona española defendía sus derechos de poseer amplias tierras (reducciones), pero había interesados en negarles dicha identidad para quitarles legalmente esas tierras.
Los censos de la Colonia solo contaron a los nativos que vivían en las encomiendas, también hay que entender que muchos de estos censos incluían a los mestizos como blancos o como otros. En un censo de 1545 se reportaron 5125 tainos y 3827 negros viviendo en los campos de azúcar. Los nativos empezaron a relacionarse con los africanos con los que huían de los españoles, de esta unión nacieron los primeros zambos.
Hay que entender que la población y tropas españolas se concentraban en la capital de La Española, Santo Domingo y sus alrededores, dejando gran parte de la isla sin ningún control efectivo, algo que se repitió por todo el continente. Muchos de los colonos empezaron a establecerse solo en el sudeste de la isla dejando un enorme territorio donde podían refugiarse los tainos, en especial el interior y norte montañosos.
El origen de tan mortales pestes está en la región de Andalucía, lugar de donde venían la mayoría de los primeros españoles en América, en esa comarca entre 1505 y 1506 murieron 100 000 personas por pestes, en Zaragoza otros 12 000, en Valladolid 7.000, 5000 en Ávila, 3500 en Barcelona y 3000 en Madrid.
Algo similar ocurrió en el resto de las Antillas, en Puerto Rico la población estimada de 1508 era de 20 000 a 50 000 nativos pero se habría reducido a 4000 en solo siete años. En 1544 de Las Casas solo encontró 60, terminando por extinguirse poco después pero modernos estudios genéticos prueban que más del 60 % de los puertorriqueños es descendiente de tainos, lo que indica que los pueblos indígenas sobrevivieron mucho más que hasta fines del siglo XVI.
Algunos documentos legales de la época testifican que un gran número de Taínos huía de los españoles. Algunos de los cimarrones se fueron a otras islas o a tierra firme. Otros se escondían en las montañas y desiertos de la isla hispaniola - preferían dejar detrás sus valles fértiles y vivir libres en tierras menos hospitalarias. Para mediados del siglo XVI, la mayoría de los españoles se habían mudado a Santo Domingo y sus alrededores. En 1555, una patrulla española descubrió cuatro pueblos "llenos de indios que nadie sabía" (un pueblo cerca de Puerto Plata, otro, muy cerca, en la costa del Mar Atlántico, uno en la península de Samaná, y uno al noroeste de la isla, en el Cabo San Nicolás. Es evidente que, después de unos cincuenta años, los indios cimarrones habían decidido regresar a las costas y valles fértiles del norte porque los españoles las dejaron.
En Cuba había 100 000 a 200 000 personas (cálculo bajista), aunque otros cálculos llegan a 1 000 000 de personas en 1511 y solo 14 000 seis años después. Otras estimaciones van de 60 000 a 500 000 ha.
Mientras que en Puerto Rico se estiman en 600 000 personas según una estimación hecha por Vásquez de Espinosa en el siglo XVII.
En la colonia de Santo Domingo o La Española según Peschel eran 200 000 o 300 000 nativos en 1492, 60 000 en 1508, 20 000 en 1512, 14 000 en 1514 y solo 2 pueblos de indios en 1570 (150 personas).
Un estudio de Frank Moya Pons estimó que en 1514 la mayoría de los caciques eran mujeres por ausencia de hombres.
Otros cálculos hablan de 30 000 a 50 000 tainos en las Bahamas. En Jamaica hay 60 000 a 100 000 indígenas. En Puerto Rico la cifra más comúnmente aceptada es de 30 000 a 60 000 indígenas.
Según las obras de Antonio Herrera, Bernal Díaz del Castillo y Las Casas la población original cubana de 300 000 gentes o más se redujo a 4000 en 1550.
Los Chaunu reconciliando las cifras de Las Casas y Fernández de Oviedo estiman que en 1492 La Española tenía 1,1 millones de habitantes, 60 000 en 1510, 16 000 en 1520, 10 000 en 1530 y unas pocas decenas en 1570. Los Chaunu consideraron el cálculo demasiado alto y lo rebajó a medio millón. Ellos tampoco admiten tal perdida población que hubiera llevado a la extinción indígena, considerando que un alto porcentaje de la población nativa huía a las remotas partes del interior que no contaban con dominio español, por ello estiman que en 1510 quedaban unos 100 000, muchos siendo fugitivos. Una de las críticas que le hacen a de Las Casas es que entre 1508 a 1509 la población taina cayó de 60 a 40 mil, en unos pocos meses.
En 1508 los españoles en La Española bien pudieron haber alcanzado los 5000 (715 vecinos). Aunque durante el período de Ovando pudieron haber llegado a 10 o 12 mil.
Aunque no se extinguieran, la reducción poblacional fue terrible, durante el siglo XVII en las Antillas Menores franceses, ingleses y holandeses las colonizaron y llevaron a cabo procesos similares a los ocurridos anteriormente en las colonias españolas de La Española, Puerto Rico y Cuba. El pirata Drake da testimonio del dicho proceso cuando tras tomar la ciudad de Santo Domingo informó en 1585 a su reina que no quedaban indios en esa parte de la isla.
El primer censo de Puerto Rico (1705) registra que aún existían grandes cantidades de indios en la isla, aunque no se refiere a que orígenes o parcialidades pertenecían. En años posteriores el conteo demográfico oficial estima que el 2,3 % de los lugareños eran indios "puros" (1776), tres años después eran el 4,5 % pero en 1803 la categoría desaparece, por esto los datos previos fueron ignorados por historiadores como Abbad, quien escribió el primer libro sobre la historia isleña y asumió que los nativos se habían extinguido.
Actualmente sus descendientes mestizos son una parte importante de la población de República Dominicana, además de ser la principal influencia cultural de ese país.

## América del Sur

### Colombia
Las cifras más aceptadas actualmente son de 3 a 4 millones de indígenas. La mayoría de estos cálculos se basan en el de Colmenares quién apoyaba los 3 millones. Según Rosenbalt el actual territorio colombiano tenía solo 850 mil pobladores, actualmente sus cifras son consideradas demasiado bajas. Los cálculos más altos son de 6 a 10 millones.
La región mejor documentada fue Tunja la que hasta 1636 vio reducirse a sus habitantes de 200 000 a 50 000, de hecho entre 1558 y 1560 al menos 40 000 indios de la provincia (y la vecina Santa Fe) fallecieron producto de una terrible epidemia de viruela y sarampión. En 1949 Kroeber estimó que en las dos provincias anteriormente mencionadas vivían apenas 300 000 gentes en el siglo XVI, pero el mismo año Guillermo Hernández Rodríguez público que la población de esa misma área fácilmente pudo haber alcanzado los 800 mil y el millón. Durante muchos años Kroeber fue el más respaldado por la comunidad académica, un estudio detallado realizado por Jaime Jaramillo Uribe estimó apoyó la tesis del americano y determinó que de ninguna manera la población hubiera sido más alta (1964), basa sus conclusiones en los datos que dio la visita de Angulo de Castejón en 1562. Tiempo después, el antropólogo Gerardo Reichel-Dolmatoff subió la cifra a medio millón.
Se debe mencionar que Jaramillo fue uno de los primeros historiadores en dar datos documentados para sus conclusiones, son dos fuentes principales, Geografía y descripción universal de las Indias, de Juan de Velasco (1574) y la visita de Castejón a Tunja. Duda de la afirmación de Velasco de 92 000 indios tributarios viviendo en Santa Fe y Tunja. Defiende más la de Castejón, que da 33 386 tributarios en Tunja, Jaramillo la multiplicó por tres y apoyó su total de 111 158 indígenas en Tunja.
Friede estima que en Tunja en 1636 vivían 9272 tributarios, multiplicados por un factor de 4,82 que el mismo Friede determinó, la población total alcanza los 44 691 individuos. Basado en los datos de Castejón para 1564 defiende una cifra de 34 946 tributarios, o 168 440 gentes en total, sin embargo, sus cifras son puestas por muchos en duda. La reducción demográfica entre ambas fechas es de un 73,5 % en 72 años, por lo que para el período entre la conquista (1537) y 1564 estima en 27,54 % de caída. Esto da como resultado que la provincia tendría cerca de 232 407 habitantes en 1537.
Utilizando el mismo sistema en los datos que se da Castejón en 1562 estima que según los resultados de las 20 capitanías visitadas (12 120 tributarios, 601 cada una en promedio) en la región de Duitama cuando se agregan las otras 17 siguiendo el mismo promedio da un total de 34 257 tributarios, haciendo el mismo procedimiento que en el caso de Tunja Friede estima que en 1537 el área tenía 227 875 habitantes en total. En la zona de Sogamoso se midieron solo 21 de las 34 capitanías (9650 tributarios, 460 el promedio), cuando se agregan el resto siguiendo el promedio se alcanza los 15 650 tributarios, cuando se le hace el mismo procedimiento que las anteriores, estima que en 1537 eran 104 035 indios en total.
Sobre la población muisca datos bajistas hablan sobre 300 a 500 mil, mientras que los más altos pasan los 800 000 e incluso el millón. En la sabana de Bogotá vivían 120 a 160 mil muíscas.
Al llegar los españoles la población de los actuales departamentos de los llanos colombianos era de 40 000 y en el de Caquetá 30 000.
En la región de Popayán se estimaba la población en 600 000 nativos en 1536, perdiendo en los primeros años de conquista 150 000 vidas, medio siglo después eran solo 73 000 indios. En 1538 Cali y Popayán sufrieron una grave crisis demográfica, en el último cuarto del siglo XVI quedaban 9000 nativos.
En Cali los paeces llegaron a tener 6 a 7 mil guerreros (30 a 35 mil gentes), cayendo a 3000 tras la conquista. Los liles se estiman que de 30 000 cayeron a 3000 a fines del siglo.
En Antioquía eran 10 000 gentes por tribu al llegar los españoles. En total 100 000 indios en la comarca, decayeron a 4 o 5 mil. En 1825 se contaron 4769 indígenas a los que habría que sumarles 2000 en el distrito de Frontino de Dabeiba. Algunos afirman que Tateepe, rey de Buriticá gobernó a 100 000 nativos. Se dice que en el pueblo de Pueblo-llano o Pueblo de las Peras vivían 10 000 nativos. En Yutango vivían 15 000 indígenas. Las tribus menores tendrían unos 5000 miembros y varias otras a muchas decenas de miles.
En la Cordillera Central, en torno al valle del Cauca vivían 120 000 pijaos (20 000 guerreros), los carrapas tenían 20 000 guerreros, los picaras 10 000 a 12 000 y los paucura 5000 a 6000 guerreros. Para conseguir un cálculo aproximado de la población habría que multiplicar el número de guerreros por aproximadamente 5. La tribu de los armas tenía 20 000 guerreros, lo que da una población de 80 000 gentes como mínimo, los cálculos más bajos hablan de 30 000 armas en 1542. La región de Anserma pasó de tener 40 000 habitantes a solo 5.000. Caramanta pasó de 25 000 a 1000 solamente. La población del valle del Cauca sería de 100 000 en la zona entre Quimbaya y Caramanta, algunos consideraron que en el valle llegaron a vivir hasta 1 000 000 de indígenas desde Caloto hasta Ansermo Viejo. Otras estimaciones más recientes calculan hasta el millón el número de habitantes del mencionado valle además de 1 200 000 en el altiplano central y medio millón en la costa atlántica.
En 1536 se estima que en el valle del río Magdalena vivían 1 500 000 de personas, para 1622 quedaba solo la tercera parte. Tunja tenía 100 000 nativos (1539) quedaron menos de 20 000 (1625), en Mariquita pasaron de 18 000 (1550) a 600 (1610), de los 50 000 habitantes de Popayán, quedarían 10 000 en 1538. La tribu panche, de Tocaima, contaba 6000 miembros en 1543 y 80 años después solo quedaban 300. Ibagué estaba poblado por 18 000 indígenas (1550); en 1622 solo quedaban allí 600, distribuidos en 15 encomiendas. Pijaos y Andaquíes se reducen a dos terceras partes en la segunda mitad del siglo XVI. Timaná tenía en 1539 una población de 15 000 miembros y en la segunda década del seiscientos solo alcanzaba a 600 personas. En Anserma y Cartago de los 40 000 guerreros quimbayas que había, quedaban 300 en 1540.
En 1559 según Juan de Penagos había 40 000 indios enfermos y miles más enfermos en Tunja, la población indígena de esa región se redujo de 200 000 o más a 50 000 en menos de un siglo. A inicios del siglo XVII eran los de las provincias de Tunja y Santa Fe sumaban 130 a 140 mil habitantes y fines del mismo eran solo 90 000 (según Ruiz Rivera), un conteo de 1618 por contadores santafereños dio como resultado de 35 000 tributarios.
En 1559 la provincia de Pastos tenía 25 000 tributarios, cayendo a menos de 5000 en 1668. Trinidad Miranda anotó que en Santa Marta había 2129 tributarios en 1630, dando un total de 8500 locales, usando un cálculo de 4 personas por tributario propuesta por Jaramillo para el siglo XVII colombiano. María Luisa López Arrellano registro en 1633 7970 tributarios en Popayán, en total 31 000 gentes. En esa época gran parte de las actuales Caquetá, Vaupés, Putumayo, Amazonas, Vichada, Meta y demás.
Colmenares ha establecido que de los 3 000 000 de pobladores en total en el territorio actual colombiano se redujo a 325 000 tributarios en 1570, los demógrafos aceptan que la población cayó a un quinto, 750 000 personas (cifra aceptada por Jaramillo, Friede, Tovar, etc).
Por otro lado, los mismos conquistadores, con ocasión de sus enfrentamientos armadas con los indígenas, dieron frecuente testimonio del volumen de los ejércitos con los que tenían que luchar, y son habituales las menciones de 10, 15 o 20 000 combatientes, que indican pueblos muy numerosos, si se tiene en cuenta que raras veces los indios de grupos diferentes se unieron para luchar con los invasores. Con base en estas informaciones, los cronistas y algunos historiadores posteriores calcularon en forma aproximada la población de grandes regiones del territorio ocupado por los indios, señalando cifras cercanas a un millón de habitantes, por ejemplo, para los pueblos chibchas y para los habitantes del actual territorio antioqueño, o de 1 500 000 indios para el valle del río Magdalena.
En 1607 los pijaos eran apenas 10 000 gentes. En la costa caribeña el cacique Pocigueyca resistió a los españoles con un ejército de 25 000 guerreros tayronas copiando tácticas y armas de sus vecinos caribes.
De la costa caribeña de Colombia cerca de un 85 % a 95 % de los nativos murieron productos de las pestes, trabajos forzados, guerras, hambre y traslados.
Cuando se fundó en 1539 Villaviciosa de la Concepción del Pasto estaba poblada por más de 23 600 indios pastos y quillacingas, pero estos se dividieron en torno a 28 encomiendas, las que contabilizaban más de 17 000 indígenas en 1559.
- Yalcones: aliados de los paeces, en el valle del Magdalena, según Friede eran unas 25 000 personas al producirse el contacto.[168] Tenían unos 4000 guerreros.[172]
- Tayronas: En el norte de Colombia, eran de menos de 500 000[162] a más de 1 000 000 personas.[173][174] La mayoría de la población vivía en el interior del territorio, en grandes comunidades agrarias interconectadas.
- Quillacingas: ocupaban el actual Nariño, eran 30 000 solamente en Pupiales, su mayor ciudad. Entre 1558 y 1570 se redujo en un 70 %.[175]
- Panches: eran un pueblo dividido en las tribus de Tocaimas, Anapuimas, Suitamas, Lachimíes y Síquimas y Chapaimas constituido por 200 000 personas que ocupaban un territorio al oeste del Magadalena y Cundinamarca al producirse el primer contacto con los españoles en 1539.[176][177]

#### Yariguies
Este pueblo indígena ocupaba un amplio territorio en la selva del Magdalena Medio, en el actual occidente de Santander. Al momento de producirse el primer contacto con los españoles, en 1536, eran entre 25 000 y 50 000. A partir de entonces producto de la guerra, el sometimiento, el mestizaje, las enfermedades y la aculturización su población, obligada a refugiarse en el interior de la selva se redujo, durante el período colonial, en pleno siglo XVII eran aún 30 000 personas, en 1850 al iniciarse el definitivo proceso de colonización durante la República quedaban aún 15 000, en solo tres décadas su número se redujo en un tercio y para 1900 eran solo cinco mil, diez años después sobrevivían un quinto y tras otra decenio solo quedaban la mitad de los que había en 1910, en 1940 los pocos restantes tuvieron que abandonar su vida e integrase al mundo urbano.

#### Confederación Muisca
En el centro de Colombia, los muiscas o chibchas eran de 300 000 a 3 000 000 de personas (algunos historiadores hablan que su población decayó a 650 000 tras la conquista). El cálculo más aceptado es de 800 000 a 1 200 000 ha.
Los chibchas habitaban un extenso territorio -unos 20 000 kilómetros cuadrados, de los cuales aproximadamente 3000 representaban tierras planas fácilmente cultivables- en los actuales departamentos de Cundinamarca, Boyacá y Santander. Habría bastado la siembra de unas 200 000 hectáreas (o sea una décima parte del territorio ocupado) para sostener una población de 1 200 000 habitantes. Pero ya esta densidad implicaba la utilización total de las tierras más fértiles y de más fácil cultivo, y el recurso a tierras menos productivas, sobre todo si se tiene en cuenta la necesidad de dejar en descanso buena parte de la tierra, en razón de las técnicas usadas. El número de comunidades (cacicazgos) chibchas se acercaba a 150. La población de cada una podía oscilar entre 5 y 10 000 habitantes: los cronistas hablan con frecuencia de pueblos de 800 a 1000 casas. La densidad de la población, si suponemos un total aproximado de 800 000 a 1 millón 200 mil, estaba entre 40 y 60 habitantes por kilómetro cuadrado, que resulta perfectamente factible con la tecnología agrícola existente.
Leroy Gordon sostiene que el tipo de economía agrícola de la región del Sinú habría permitido mantener una población cercana al millón de habitantes, y Carl O. Sauer, con base en argumentos geográficos, sugiere cifras similares para la región del Darién. Igualmente alto podría haber sido el rendimiento agrícola de la zona chibcha, al menos para alimentar la población de algo más de un millón de habitantes que se deduce de los informes de los cronistas y algunos documentos de la época.
Con este método Juan Friede ha calculado una población superior a los 500 000 habitantes para la región de Tunja y Germán Colmenares, comparando varias series documentales, calcula la población total del territorio colombiano en alrededor de 3 000 000 de habitantes para 1537.

#### Quimbayas
Al momento de producirse la conquista esta etnia se dividía en más de ochenta cacicazgos cada uno poblado por 200 súbditos (hombres adultos) por lo que la cifras alcanzaban 45 a 60 mil nativos en total. El número de hombres adultos bien pudo llegar a los 20 000 (1539) pero para 1628 la población de este grupo cayó a solo 69 tributarios, en solo veinte años después la población había disminuido en un 55 % Los trabajos forzados, la desnutrición, las enfermedades y finalmente la guerra de los pijaos contra los españoles, de la que fueron víctimas, terminaron de diezmarlos, en especial a su población masculina, sobre todo con las rebeliones contra el conquistador, En 1542 se produjo la primera rebelión quimbaya y en 1577 la segunda, que llegó a adquirir mayores dimensiones. Otros cálculos asumen una caída de los 20 000 a 4500 sobrevivientes durante el siglo XVI.

#### Guanes
Este pueblo muy numeroso ocupaba la mayor parte del actual departamento de Santander al momento de producirse su conquista en 1540. En términos aproximados, el número de pobladores del territorio Guane, al momento de la conquista española, el cronista don Juan de Castellanos, afirma: “Los indios tenían una población innumerable, pues el circuito solamente de los que propiamente llaman Guane, había 30 000 casas pobladas de dos o tres vecinos cada una y en ella, sus mujeres y familias; de manera que la Provincia toda era un manantial de naturales”.
El historiador e investigador socorrano, Horacio Rodríguez Plata, en la Revista Estudio, afirma que: “antes de la Conquista española, había unos 100 000 nativos Guanes”.

#### Estimación de población de Colombia
Población indígena de Colombia (1535-1560):
| Lugar (Departamento)                                                                 | Indios tributarios (1535-1540) | Población indígena total (1535-1540) | Indios tributarios (1560) | Población indígena total (1560) |
| ------------------------------------------------------------------------------------ | ------------------------------ | ------------------------------------ | ------------------------- | ------------------------------- |
| Costa Atlántica                                                                      | 150 000                        | 500 000                              | 20 000                    | 60 000                          |
| Santa Marta (Magdalena) Valledupar (Cesar)                                           | 90 000                         | s/i                                  | ?                         | s/i                             |
| Riohacha (La Guajira)                                                                | 6000                           | s/i                                  | 400                       | s/i                             |
| Cartagena (Bolívar) Mompox (Bolívar) Tolú (Sucre) Río Sinú (Córdoba) María (Darién)  | 40 000                         | s/i                                  | 7500                      | s/i                             |
| Darién Urabá                                                                         | s/i                            | s/i                                  | ?                         | s/i                             |
| Tamalameque (Cesar) Tenerife (Magdalena)                                             | s/i                            | s/i                                  | 2000                      | s/i                             |
| Valle del Cauca                                                                      | 300 000                        | 1 200 000                            | 48 000-49 000             | 160 000                         |
| Popayán (Cauca)                                                                      | 12 000                         | s/i                                  | 9000                      | s/i                             |
| Buga (Valle del Cauca) Cali (Valle del Cauca) Cartago (Valle del Cauca)              | 68 000                         | s/i                                  | 12 000                    | s/i                             |
| Anserma (Caldas) Arma (Antioquia) Caramanta (Antioquia)                              | 109 000                        | s/i                                  | 7000                      | s/i                             |
| Sta. Fe (Antioquia)                                                                  | 100 000                        | s/i                                  | 5000-6000                 | s/i                             |
| Ituango (Antioquia)                                                                  | s/i                            | s/i                                  | 15 000                    | s/i                             |
| Alto Magdalena                                                                       | 75 000                         | 300 000                              | 40 000                    | 120 000                         |
| Timaná (Huila) La Plata (Huila)                                                      | 37 000                         | s/i                                  | 5500                      | s/i                             |
| Páez (Cauca) Pijaos (Tolima)                                                         | s/i                            | s/i                                  | 34 000                    | s/i                             |
| Vertientes del Magdalena                                                             | 100 000                        | 400 000                              | 60 000                    | 180 000                         |
| Neiva (Huila) Ibagué (Tolima) Mariquita (Tolima)                                     | 48 000                         | s/i                                  | 10 000                    | s/i                             |
| Victoria (Boyacá) Remedios (Antioquia)                                               | s/i                            | s/i                                  | ?                         | s/i                             |
| Tocaima (Tocaima) Trinidad (Casanare) La Palma (Cundinamarca) Villeta (Cundinamarca) | s/i                            | s/i                                  | 32 000-33 700             | s/i                             |
| Carare (Santander) Yarigüíes (Santander) Pantágoras (Tolima)                         | 8000                           | s/i                                  | s/i                       | s/i                             |
| Altiplanicie central                                                                 | 300 000                        | 1 200 000                            | 120 000                   | 400 000                         |
| Vélez (Santander) Guane (Santander)                                                  | 100 000                        | s/i                                  | 5000-6000                 | s/i                             |
| Pamplona (Santander)                                                                 | 50 000                         | s/i                                  | 20 000                    | s/i                             |
| Altiplanicie sur                                                                     | 100 000                        | 400 000                              | 40 000                    | 140 000                         |
| Pasto (Nariño) Sibundoy (Putumayo)                                                   | s/i                            | s/i                                  | 23 000-24 000             | s/i                             |
| Agreda Madrigal Iscancé                                                              | s/i                            | s/i                                  | 8000-9200                 | s/i                             |
| Almaguer                                                                             | 15 000                         | s/i                                  | 3600                      | s/i                             |
| Zonas marginales                                                                     | s/i                            | 200 000                              | s/i                       | 200 000                         |
| Llanos Chocó Amazonia Barbacoas                                                      | s/i                            | 200 000                              | s/i                       | 200 000                         |
| Colombia                                                                             | s/i                            | 4 000 000                            | s/i                       | 1 260 000                       |

### Venezuela y Guayanas
Según los más bajistas eran 200 000 a 500 000 personas, para los moderados de 2 millones. Características anecdóticas es que los conquistadores españoles decían que algunas de esas tribus eran de gente rubia o de ojos claros (lo mismo sucede en Centroamérica y los chachapoyas de Perú). Denevan estimó en un millón.
Al llegar los españoles, en el valle de Caracas y en riberas del río Tuy vivían 30 mil nativos, en veinte años se redujeron a 10 000.
En 1530 los gayones o cocuy eran capaces de tener 3 a 4 mil guerreros. En cuanto a los waikerís eran 600 a 900 en la isla de Aruba en 1499, 26 años después Diego de Salazar se llevó a 2000 de los nativos de las islas de Aruba, Bonaire y Curazao hacía La Española, quedaban 52 en 1655 y 386 en 1715. En 1725 eran 600 gentes.
A inicios del siglo XVI para los estados del occidente de Venezuela se calcula en 100 000 indígenas (regiones Centro Occidental y la Zuliana actuales), los principales eran los caquetíos en la costa. La población Caribe en el Bajo Caroní era de 4 o 5 mil gentes, mientras que en él Bajo Orinoco el poblado de Barrancas o Huyaparí, el mayor de los caribes, contaba con 400 casas para una población de 12 a 15 mil gentes. Los barí o motilones eran 50 000 gentes, por su cultura andina y eficacia agrícola vivían en pueblos de 500 a 1000 personas, su población se redujo en un 95 %.
En el caso de los indios caracas si en 1568 movilizaron 14 000 guerreros de Guaicaipuro (es posible que exagerada) para enfrentar a los españoles seis años después todos sus miembros, incluidos mujeres, niños y ancianos, eran 10 a 12 mil. En 1578 eran 7 a 8 mil (4000 cerca de los poblados de Caracas y Carabella) y 2600 en 1607. En 1568 la confederación de Guaicaipuro era capaz de movilizar hasta 17 000 guerreros, aunque no todos se presentaron en la batalla de Maracapana donde los españoles tenían 18 000 yanaconas.
Caso aparte es el de la isla de Cubagua donde no había ni agua potable, madera ni habitantes al llegar los españoles, estos decidieron traer indígenas para la extracción de perlas, en 1527 tenía 1000 habitantes, 223 eran españoles.
La población de Guayanas era de 100 000 personas en 1492 según Rosenblat. La población originaria cayó un 50 a 75 % durante el siglo XVI.
Las estimaciones varían según el autor: Ángel Rosenblat (1945) y Julián H. Steward (1949) dan 350 000 habitantes precolombinos, Vila Pablo (1960 y 1965) 200 000 y Federico Brito Figueroa (1966) 500 000. A finales del siglo XVI la población venezolana se componía de 1500 a 2000 blancos, 5000 negros y mixtos y 300 000 indios (100 000 en la provincia de Venezuela, 150 000 en el Oriente y los Llanos y 50 000 del Macizo Guayanés), aunque si se excluyera los del río Meta y la región andina colombina descenderian a 200 000 indios. Algunas fuentes hablan que los pueblos caribes eran unos 400 000 al llegar los españoles. Y las fuentes más alcistas, dicen que en 1629, había 600 000 salvajes en la Guayana.
Los yanomamos recién establecieron contacto estable con los occidentales a partir de 1950, desde 1758 había encuentros esporádicos, su población descendió inmediatamente, en 1950 eran 7000 a 15 000 y veinte años después 6000 o 6.500, a mediados de los 1970 perdieron 1500 almas y han descendido por el conflicto con mineros brasileños y enfermedades traídas por estos.

### Ecuador
Gracias a la agricultura este país contaba con una gran densidad poblacional, para los bajistas eran de 300 000 a 500 000 personas, para los alcistas eran un millón.
Para 1570 la población nativa del Ecuador se había reducido en un 20 o 30 %, en especial las zonas costeras. En Ecuador, del millón de habitantes originarios solo un 20 % sobrevivió para inicios del siglo XVII.
En 1602 los cofanes eran al menos 15 000, el sacerdote jesuita V.P.Rafaél Ferrer bautizó según su crónica a 4800 hasta el año 1611 en el que falleció.
En 1695 durante el establecimiento de las misiones religiosas en la provincia de Quito murieron 25 000 ucayabes. En 1706 los pomallactas de Angamarca eran 13 000 gentes. A fines del siglo XVIII en las misiones en el río Napo unos 300 a 3000 indios de lenguas tucanas estaban instalados en misiones, 430 eran payaguas (1742).
- Huancavilcas: Unos 20 000 a mediados del siglo XVI.[217]
- Isla Puná: 12 000 a 20 000 habitantes.[218]
- Cañaris: La tribu de los cañaris podía reunir unos veinte mil guerreros,[219] probablemente la población real fuera cuatro o cinco veces esa cifra pero por apoyar a Huáscar en la guerra civil inca fueron muy afectados solo en la destrucción de Tumipampa murieron entre 50 y 60 mil de ellos,[219][220] además de la masacre de los guerreros de la etnia.[220] Otros cálculos indican que de los cincuenta mil miembros originales de la tribu al llegar los españoles quedaban apenas 12 000 sobrevivientes.[221]

Población precolombina de la Sierra de Ecuador:
| Región                                         | Población                    | Área (km²) | Zona cultivada (%) | Densidad de población (zonas cultivadas) |
| ---------------------------------------------- | ---------------------------- | ---------- | ------------------ | ---------------------------------------- |
| Pastos (solo Ecuador)                          | 36 350                       | 4641       | 10                 | 78,3                                     |
| Otavalo-Caranqui                               | 150 000                      | 7903       | 15                 | 126,5                                    |
| Panzaleo: - Meseta de Quito - Latacunga-Ambato | 350 000: - 190 000 - 160 000 | 18 691     | 25                 | 74,9                                     |
| Puruhá                                         | 131 250                      | 7276       | 25                 | 72,2                                     |
| Cañar                                          | 58 500                       | 15 680     | 10                 | 37,3                                     |
| Paltas                                         | 112 500                      | 12 920     | 10                 | 87,1                                     |
| Total de la Sierra                             | 838 600                      | 67 111     |                    |                                          |

Población indígena de la costa ecuatoriana al momento de la conquista:
| Región                | Población       | Área (km²) | Densidad de población |
| --------------------- | --------------- | ---------- | --------------------- |
| Malaba                | 5000            | 1031       | 4,8                   |
| Esmeraldas (costa)    | 20 000          | 220        | 90,9                  |
| Esmeraldas (interior) | 44 098          | 22 049     | 2,0                   |
| Manta                 | 120 000         | 11 924     | 10,1                  |
| Huancavilca           | 47 970          | 4797       | 10,0                  |
| Isla Puná             | 20 000          | 1029       | 19,4                  |
| Chono (tierras altas) | 50 000-75 000   | 500        | 1000-1500             |
| Chono (interior)      | 213 780         | 21 378     | 10,0                  |
| Chono (costa sur)     | 25 980          | 5196       | 5,0                   |
| Total de la Costa     | 546 828-571 828 | 68 124     |                       |

Estimación de la población del Oriente de Ecuador en el siglo XVI:
| Región                                                                        | Población                                                                                   | Área (km²)                                | Densidad de población |
| ----------------------------------------------------------------------------- | ------------------------------------------------------------------------------------------- | ----------------------------------------- | --------------------- |
| Selva alta                                                                    | 113 000                                                                                     | 70 009                                    | 1,61                  |
| Cofán                                                                         | 15 000                                                                                      | 10 146                                    | 1,48                  |
| Coronado                                                                      | 3000                                                                                        | 2115                                      | 1,42                  |
| Quijo                                                                         | 35 000                                                                                      | 12 849                                    | 2,72                  |
| Macas                                                                         | 10 000                                                                                      | 3329                                      | 3,0                   |
| Jívaros (incluyendo los de las tierras bajas)                                 | 50 000                                                                                      | 41 570                                    | 1,2                   |
| Várzea                                                                        | 25 000                                                                                      | 8466                                      | 2,95                  |
| Tupíes - Omagua-Yeté - Omagua del río Napo                                    | 25 000 - 10 000 - 15 000                                                                    | 8466 - 1555 - 6911                        |                       |
| Selva baja                                                                    | 92 000-113 000                                                                              | 223 641                                   | 0,41-0,51             |
| Tukanos - Encabellado - Abijira - Payagua                                     | 20 000-26 000 - 6000-8000 - 6000-8000 - 8000-10.000                                         | 46 506 - 28 740 - 6359 - 11 407           | 0,43-0,56             |
| Kandoshi - Maina - Chirino - Andoa y Murato - Roamaina (incluyendo Zapa)      | 31 000-35 000 - 12 000 - 3000 - 8000-10 000 - 8000-10 000                                   | 58 261 - 22 724 - 6658 - 15 324 - 13 555  | 0,53-0,60             |
| Zaparoanos - Gae y Semigae - Coronado y Oa - Zapara - Pinche - Iquito - Yameo | 35 000-44 000 - 6000-8000 - 8000-10.000 - 3000-4000 - 3000-4000 - 5000-6000 - 10 000-12 000 | 102 942 - 50 400 - 8075 - 31 130 - 13 337 | 0,34-0,43             |
| Pano - Urarina-Itucale                                                        | 6000-8000                                                                                   | 15 932                                    | 0,38-0,50             |
| Total del Oriente                                                             | 230 000-251 000                                                                             | 302 116                                   | 0,76-0,83             |

### Perú
Rolando Mellafe estimó que la población incaica pasó de 10 millones a solo 1 000 000 durante el siglo XVI. Sherburne, F. Cook y W. Borah en 1977 estimaron que la población de México se redujo de 17 millones a 6,3 entre 1532 y 1548. N. David Cook en 1981 estimó que la población de los Andes centrales se redujo de 8,9 millones en 1520 a 1,3 en 1570. Means estima que en 1531 unas 16 a 32 millones de personas vivían en la región andina. Un cálculo bajista es el de Shea quién estimó en 1 340 000 a 1 940 000 para Perú y 2 030 000 a 2 930 000 para los Andes centrales. Dobyns lleva al estimación al otro extremo alcanzando los 30 a 37,5 millones de habitantes.
Cálculo de la población de Perú y los Andes centrales:
| Lugar           | Tributarios | Multiplicación          | Población 1580-1581 | Población 1535 | Población 1520 |
| --------------- | ----------- | ----------------------- | ------------------- | -------------- | -------------- |
| Perú            | 222 570     | 4,18 x indio tributario | 930 343             | 1 225 314      | 1 343 123      |
| Perú            | 222 570     | 4,38x indio tributario  | 974 856             | 1 636 377      | 1 944 753      |
| Andes centrales | 335 748     | 4,18 x indio tributario | 1 403 426           | 1 848 393      | 2 026 108      |
| Andes centrales | 335 748     | 4,38 x indio tributario | 1 470 576           | 2 355 768      | 2 933 670      |

Al llegar los españoles, según Inca Garcilaso de la Vega, el valle de Huarcu tenía 30 000 familias y el de Chinchas la misma cantidad. La tribu de los "pelados", llamada así por su costumbre de quitarse los cabellos de la cabeza con la "leche" de árboles, eran unos 10 000 al llegar los españoles, vivían en el valle del Ucayali.
Tras la derrota en Yawarpampa unos 40 000 indios chancas viendo inminente la venganza y conquista de los incas abandono sus tierras y escaparon por el río Huallaga dejando los Andes instalando en una zona baja y selvática del valle.
Cuando la realeza inca escapó a Vilcabamba por el río Ucayali inicialmente unos 40 000 indígenas les acompañaron aunque con el tiempo se les unieron otros 40 000 más que llegaron por su cuenta desde diversas regiones escapando del dominio español.
- Reino chimú: 500 000 personas en todo es territorio de dicho estado, al menos la décima parte en su capital[232] basándose en cálculos de John Rowe, en el siglo XVII el padre Fernando de la Carrera señala el uso del idioma mochica en 26 pueblos de la costa y sierra norte por 40 000 personas entre Motupe y Chicama.[233]
- Chinchas: según documentos del "Virreynato" unos 10 000 indios tributarios, o un jefe de hogar, una familia indígena sería de al menos ambos progenitores y unos 2 a 3 hijos.[234] Según un documento de la doctora María Rostworowski, en la población chincha había: “doce mil labradores o campesinos, diez mil pescadores y seis mil mercaderes, además de un número de plateros cuya mayoría estaba ausente…”.[235]
- Chachapoyas: 30 000 tributarios (jefes de familia) a cada uno se les debe sumar una esposa y un promedio de 2 a 3 hijos, la cifra cayó a solo 2000 durante la Colonia.[234] La provincia inca de Chachapoyas se dividía en 3 hunos (unidades de 10 mil tributarios cada una) para el siglo XVIII se había reducido en gran medida.[236] Cuando se produjo la conquista inca de Túpac Yupanqui eran unas 40 000 personas según Garcilaso de la Vega.[237]
- Moches: unas 250 000 personas y 10 000 vivían en su capital.[238]
- Shipibo-conibo: en el siglo XVII, en tiempos de sus primeros contactos con los españoles eran unas 2000 personas.[239]

### Bolivia
La cifra más aceptada es la de 800 000 habitantes en el Collasuyo. Tras la conquista se reducen a 600 000 personas.
- Moxos: 350 000 personas en el siglo XVI y presentó una fuerte pérdida de población.[242][243] En 1676 cuando se establecieron las primeras misiones jesuitas la población de los Llanos de Moxos se estimaba en 100 000 habitantes en un área de 250 mil km²[244][245] se debe mencionar que la misma cifra se usó para 1690,[246] aunque Leandro Tormo Sanz calculó que para 1679 había solo 7200 moxos[247] y solo 6000 en 1680.[248] En 1742 los indios en las misiones en la provincia de Mojos eran 30 000 pero muchos murieron en epidemias o ataques de los portugueses.[249]

### Paraguay
El principal grupo étnico que vivía en el actual territorio del Paraguay en tiempos precolombinos eran los guaraníes:
- Guaraníes: En Paraguay, norte de Argentina, sur de Brasil y este de Bolivia eran hasta 2 millones de personas.[250][251] Pierre Clastres estimaba que los pueblos guaraníes sumaban un total de 1 500 000 almas en un territorio de 350 000 kilómetros cuadrados.[252]

En 1556 el gobernador del Paraguay con sede en Asunción dividido 100 000 guaraníes repartidos por teif o teko'a en 300 encomiendas.
En 1570 se estimaba que solo en la región de Asunción vivían 400 000 guaraníes, 300 españoles y 2900 mestizos, cuatro décadas después se estimaba que el número de "indios infieles" era de 800 mil (1611).
Los datos acerca del número de indios apresados por las “bandeiras” presentan cifras dispares, aunque revelan considerables cantidades de sujetos comprometidos. En 1557 eran aproximadamente “40 mil fuegos” o cerca de 200 mil individuos solamente en la provincia paraguaya del Guairá; las reducciones de San Ignacio y Nuestra Señora de Loreto, en las márgenes de los ríos Paranapanema y Tibagi, también en Guairá, alojaban –ambas- cerca de 10 mil avás en 1614. Ellis Jr. calcula en 356 720 el número de indios convertidos en esclavos durante los siglos XVI y XVII, concluye lo dicho basándose en la necesidad de brazos esclavos en el nordeste, relacionándolo con la utilización del esclavo africano.
Para Simonsen (1937), aproximadamente 520 mil esclavos habrían sido absorbidos por la producción azucarera durante el siglo XVII, de los mencionados, 350 mil serían negros y 170 mil indios. En él siglo XVIII, pensando los datos de la producción de azúcar por arrobas, Simonsen afirma que el total de esclavos sería del orden de 1 300 000; una cuarta parte indios, esto implica cerca de 320 mil.
En el período colonial, para Meliá (1986), habría un número estimado de 60 mil guaraní en la provincia de Tape, actuales Rio Grande do Sul, Santa Catarina y parte de Paraná. Sobre Guairá, este autor separa la historia en tres ciclos: “encomenderos”, cuando habrían sido apresados entre 200 mil a un millón de guaraníes; “jesuítico”, cerca de 50 mil almas; “bandeirante”, cerca de 60 mil. Según Gadelha (1980), al informar sobre los datos demográficos de Itatim, en 1688 serían 9925 los individuos que habrían quedado en aquella provincia luego de la incursión bandeirante. Taunay (1951), con respecto de Guairá, informa que “el número de indios esclavizados por los paulistas excedería (…) 200 000. Solamente el asalto de 1629 habría causado la liberación de más de 50 000”. En 1625, según el mismo autor, la provincia de Itatim contaría con “más de 4000 indios concentrados en aldeas y 150 colonos españoles”. Destaca que el término “indio” puede ser entendido como “indio de flecha”, esto es, correspondiente a una familia media de cuatro personas totalizando de esta forma cerca de 20 mil individuos. Holanda (1945: 29), también sobre Guairá, informa que “nada menos de setecientas ‘balsas’, sin mencionar las canoas aisladas, llevando más de 12 mil individuos, habrían bajado entonces por el Paraná por orden del padre Montoya”, para huir del asalto bandeirante. Cassiano Ricardo (1970: 93-4) informa que el cálculo de los historiadores llega a la cifra de “cien mil indios de Guairá (…). Varnhagen calcula nada menos de que 300 mil indios apresados por los bandeirantes entre 1614 y 1639”.
A fines del siglo XIX vivían en el Chaco 100 000 «indios salvajes» (1899). Para Cardús a mediados del siglo XX había 50 000 a 56 000 chiriguanos (tribu guaraní que emigró al este boliviano y noroeste del Chaco argentino). En la rebelión de 1874, las tribus chiriguanas, chanes, tobas, tapietes y chorotis tenían cerca de 15 000 a 20 000 guerreros (5000 chiriguanos). Si bien, varias estimaciones hablan que en el siglo XVI la población chaqueña nativa al norte del Salado era de unas 100 000 almas. En el Chaco paraguayo se estimaban en unos 10 000 indígenas viviendo en la región, según José de Alarcon en El Chaco paraguayo, trabajo publicado en Asunción en 1925 y otro analisís de 1940 los cifra en 8000 (de una población de 45 000 personas en la región) destacando pueblos mascoyanos.
Lambaré, fue una ciudad o fortaleza perteneciente a los carios, pueblo que tenían unos 40 000 gentes según la descripción hecha por Ulrico Schmidl en sus viajes al río de La Plata en 1534 y que retrato en su libro Viaje al Río de la Plata, 1534-1554.

### Uruguay
Los pueblos del Uruguay precolombino eran en muchos casos los mismos grupos étnicos que los de la región de la Mesopotamia argentina y el resto delta del Río de la Plata. A principios del siglo XX Rosemblat estimaba en solo cinco mil pobladores.
Por su parte el arqueólogo Carlos Cerutti estimó que solo 3000 charrúas vivían en Entre Ríos como máximo, cifra criticada por grupos indigenistas ya que respaldados en la riqueza y diversidad biológica de la región comparado con otros territorios donde es mayor la población y con zonas de menor diversidad biológica, el porcentaje sería altísimo el geógrafo uruguayo, Danilo Antón, que hace comparaciones con zonas de escasa producción de alimentos y estima que para todo el territorio charrúa debiera haber como mínimo 100 000 personas antes de la invasión. Hay algunos datos de los cronistas que Antón utiliza para apoyar sus cifras. En 1536 una confederación de pueblos indígenas destruye Buenos Aires (fundada por Pedro de Mendoza). Ulrich Scmidl (cronista oficial de la expedición) dice que en la confederación participan 23 000 guerreros, y estamos hablando de las comunidades aledañas a Buenos Aires, querandí, guaraní, chaná y charrúa. Estamos hablando de 23 000 familias en esos alrededores. Cuando se encuentran por primera vez los españoles con los mocoretáes, que poblaban una zona del río Paraná entre la desembocadura del río Feliciano y el Guayquiraró, se encontraron con 18 000 guerreros mocoretáes en sus canoas. Se debe considerar que por cada guerrero hay usualmente una familia, es decir, que la población real pudo ser varias veces mayor.
Renzo Pi Hugarte, antropólogo uruguayo, estimaba que al producirse la conquista el moderno territorio uruguayo lo poblaban unos 4000 charrúas (400 a 500 guerreros), 500 chanáes y 300 minuanes. En 1812 quedaban solo 650 charrúas y solo trece años después 350 a 500.
Para calcular apropiadamente la población charrúa se debe entender que estos vivían en varios clanes separados por lo que mencionar un solo dato puede corresponder a solo uno de estos grupos, además los charrúas no eran los únicos pobladores del Uruguay precolombino. Las cifras concretas suelen en cambio referirse a guerreros u hombres pero debe de agregarles un número superior de ancianos, mujeres y niños. Algunas cifras son:
- Un marinero de la expedición de Lope de Sousa que estuvo en contacto con Charrúas ribereños les asignó una población de 600 hombres.
- Ulrico Schmidl de la expedición de Pedro de Mendoza los estimó en 2000 hombres hechos, los que huyeron con sus mujeres e hijos al desembarcar los conquistadores en la zona de Colonia, en 1536.
- Martín del Barco Centenera, capellán del adelantado Ortiz de Zárate, afirmó que 800 charrúas combatieron contra los soldados de Juan de Garay.

En el siglo XVII hay citas que atestiguan la existencia de 500 charrúas guerreros en la zona de San Gabriel. En él siglo XVIII según el jesuita José Cardiel dice haber visto pasados a Entre Ríos unos 600 charrúas entre adultos y niños. En 1812 el general Antonio F. Díaz informa que los charrúas tendrían unos 300 guerreros y otras 350 familiares entre mujeres, niños y ancianos. En 1828 y 1829 se recuerda que en el Ejército del Norte comandado por Bernabé Rivera se encontraba el cacique Vaimaca Perú al frente de 200 a 300 lanceros, no evaluando el número de familiares.
Durante la matanza del Salsipuedes en 1831 los charrúas restantes fueron emboscados, al menos 40 muertos y los sobrevivientes apresados y enviados como sirvientes en zonas rurales o domésticos en Montevideo.
El antropólogo Daniel Vidart considera que la población charrúa nunca superó los 5000 en la Banda Oriental y por su negativa al mestizaje fue mayor que la de los guaraníes, llegados durante el período colonial, su aporte genético es mucho menor que él estos. Vidart discrepa de Antón, ya que el segundo considera que los charrúas conocían la agricultura, Vidart es muy crítico de esta postura y de los cálculos alcistas que respalda.

### Argentina
Aunque los primeros cálculos hablan de solo 300 000 habitantes precolombinos argentinos otros posteriores dan una cifra de 500 000 gentes (200 000 en el noroeste). La cifra máxima es de dos millones vivían para inicios del siglo XVI. Denevan estimó en un millón en Paraguay, Uruguay y Argentina. Pyle calculó en 900 000 indígenas argentinos en 1492.
Los diaguitas se dividían en distintos grupos, los quilmes del Tucumán eran 11 000 cuando se produjo el primer encuentro con los españoles, pero durante las guerras calchaquíes la mayoría de esta gente fue enviada a reducciones cerca de Buenos Aires. Serrano calcula la población de todos los grupos diaguitas sumados en 55 000 personas aunque no da mayores datos que justifiquen tal estimación. Otra parcialidad más de la etnia diaguita eran los ocloyas, estimados en 2000 personas por los jesuitas. Según Sotelo Narváez (1583) el valle de Calchaquí tenía 2500 indios, lo que indicaría una población de 12 500 gentes.
| Etnia                                                                                  | Lugar                                          | Población (s. XVI) | Población actual |
| -------------------------------------------------------------------------------------- | ---------------------------------------------- | --- | --- |
| Chiquillanes                                                                           | Mendoza, Neuquén                               | 5000 | Extinto |
| Huarpes                                                                                | San Luis, Neuquén, San Juan, Mendoza           | 5000 (siglo XVI) 15 000-20.000 (1550) 100 000 (1550) 100 000 (1574) 20 000 encomendados +5000-5500 encomendados (1586) | 14 633 (2005) |
| Diaguitas: Amaichá, Kilmes, Capayán, Hualfín, Calchaquí, Olongasta, Tolombón, Yacampis | NOA, Centro, Cuyo                              | 55 000 (siglo XVI) 200 000 (siglo XVI) 415 000-455.000 (siglo XVI) - 320 000 (NOA) - 60 000-100 000 (Centro) - 35 000 (Cuyo) 20 000 (NOA, mediados siglo XVII)                                                                                    | 50 000 (1999) 6000 (2001) 62 000 (2001) 31 753 (2005) 98 000 (2010)                                                  |
| Tonocotés o Matarás Lules Vilelas                                                      | Stgo. del Estero                               | 20 000 (siglo XVI, 2000 encomendados) 47 000 (siglo XVI, incluyendo juríes) 10 000 (siglo XVII) 30 000 (1628-31) 60 000-100 000 (fines deñ siglo XVII) (probable exageración) 2000 (1767)                                                         | 4779 (2005) |
| Comechingones Sanavirones                                                              | Córdoba, San Luis, Sta. Fe, Stgo. del Estero   | 30 000 -40.000 (1573) 8000 comechingones (1600) 350 comechingones (fines del siglo XVIII) | 10 863 com. (2005)                                                                                                   |
| Chanás                                                                                 | Sta. Fe, Buenos Aires, Entre Ríos, Corrientes  | 2000 8000 (siglo XVII, incluyendo caréanos y botitis) | Ext. / Reportado un hablante en 2005                                                                                 |
| Corondas                                                                               | Sta. Fe                                        | 2000 12 000 | Ext. |
| Quiloazas                                                                              | Sta. Fe                                        | 40 000 | Ext. |
| Timbú                                                                                  | Sta. Fe, Entre Ríos                            | 15 000 (siglo XVI) 8000 (fines del siglo XVIII) | Ext. |
| Mocoretáes                                                                             | Entre Ríos, Corrientes                         | 18 000 | Ext. |
| Mapenis                                                                                | Corrientes, Sta. Fe, Chaco                     | 100 000 | Ext. |
| Querandíes                                                                             | Buenos Aires, Córdoba, Sta. Fe                 | 3000 -4000 2000-4000 5000 +1000 guerreros 2000 guerreros | s/i |
| Wichi o Matacos - Agoyaes - Teutas - Taynoaes - Mataguayos                             | Salta, Formosa, Chaco, Stgo. del Estero        | 100 000 (siglo XVI) Fines del siglo XVI-inicios deñ siglo XVII: - 1500 agoyaes - 4500 teutas - 20 000 taynoaes y mataguayos 10 000 guerreros mataguayos (1727) 12 000 (1885) 20 000 (1885, incluyendo mataguayos) 25 000 (1940, incluyendo tobas) | 40 000 (1999) 80 000 (2001) 15 143 (2010) 22 000 (2003)                                                              |
| Charrúas                                                                               | Entre Ríos                                     | 2000-3000 (siglo XVI) 3000-5000 (siglo XVI) 1500 (1830) | Ext. |
| Puelches                                                                               | Río Negro                                      | 10 000 (siglo XVI) 600 (1830) | s/i |
| Selk’nam o Patagones                                                                   | Tierra del Fuego                               | 5000 (s. XVI) 10 000 (siglo XVII) 3500-4000 (1881) 2000 (1881) 279 (1919) 84 (1931) | Descendientes mestizados                                                                                             |
| Poyas                                                                                  | Neuquén                                        | 7000 | Ext. |
| Tehuelches o Patagones                                                                 | Sta. Cruz, Chubut                              | 30 000 (siglo XVI) 2000-3000 (siglo XVIII) 10 000 (1830) | 2200 (2001) 10 590 (2005)                                                                                            |
| Pehuenches                                                                             | Neuquén, Mendoza                               | 40 000 (siglo XVI) | s/i |
| tobas                                                                                  | Formosa, Chaco, Sta. Fe                        | 200 000 (siglo XVI) 20 000-30 000 (siglo XVIII) 3000-5000 guerreros (1735) (con otros grupos guaycurús) 1500 (1800) 500 guerreros (1800) 14 000 (1830, incluyendo mocovíes) 20 000 (1870) 1500 hombres (1870) 25 000 (1940, incluyendo wichís)    | 39 000 (1999) 60 000 (2001) 69 452 (2005) 17 600 (2010) 50 000 (2010)                                                |
| Mocovíes o Mbocobis                                                                    | Chaco, Stgo. del Estero                        | 5000 (siglo XVI) 2000 (siglo XVII) 2000-3000 (1765) 2000 guerreros (1767) 6000 (1800) 2000 guerreros (1800) 14 000 (1830, incluyendo tobas) | 7300 (2001) 15 837 (2005) 5-8000 (2010)                                                                              |
| Pilagás                                                                                | Formosa, Chaco                                 | 5000 (siglo XVI) 600-1800 (1800) 200-600 guerreros (1800) 1500 (1937) | 5000 (2001) 4465 (2005) 1200 (2010) 2800 (2010)                                                                      |
| Abipones                                                                               | Sta. Fe, Stgo. del Estero, Córdoba, Corrientes | 50 250 (siglo XVI) 8000 (primera mitad siglo XVI) 8000 (fines siglo XVI) 36 500 (1646) 5000 guerreros (mediados del siglo XVIII) 1500 (1750) 2000 (1767) 100 (1830)                                                                               | Ext. |
| Payaguás Chanés Mbayás                                                                 | Chaco, Salta, Jujuy                            | Total: 30 000 - Mbayás: 7000 (1612) - Payaguás: 10 000 guerreros (1569, incluyendo itatines y guacharapos) | Payaguás extintos 3000 mb. (2001) 1400 ch. (2001) 4376 ch. (2005) 8223 mb. (2005) 14 800 ch.(2010) 22 000 ch. (2010) |

Cálculos de población precolombina argentina:
| Autor                         | Lugar               | Población                     |
| ----------------------------- | ------------------- | ----------------------------- |
| Difrieri (1961)               | Argentina           | 343 000                       |
| Ibíd.                         | Noroeste argentino  | 215 000                       |
| Ibíd.                         | Cuyo                | 18 000                        |
| Ibíd.                         | Pampa               | 30 000                        |
| Ibíd.                         | Chaco               | 50 000                        |
| Ibíd.                         | Mesopotamia         | 20 000                        |
| Ibíd.                         | Patagonia           | 10 000                        |
| Steward (1949) Serrano (1945) | Argentina           | 424 325                       |
| Ibíd.                         | Diaguita            | 41 000                        |
| Ibíd.                         | Comechingón Huarpe  | 52 550 (30 000 comechingones) |
| Ibíd.                         | Querandí            | 4000                          |
| Ibíd.                         | Abipón y otros      | 50 250                        |
| Ibíd.                         | Payaguá Chané Mbayá | 30 000                        |
| Ibíd.                         | Chaco occidental    | 186 400                       |
| Ibíd.                         | Delta del Paraná    | 24 000                        |
| Ibíd.                         | Pampa Patagonia     | 36 125                        |
| Madrazo (1991)                | Argentina           | 500 000                       |
| Ibíd.                         | Noroeste            | 200 000                       |
| Rosenblat (1945)              | Argentina           | 300 000                       |
| Pyle (1941)                   | Ibíd.               | 900 000                       |
| Pucci (2002)                  | Noroeste            | 400 000-500 000               |

### Chile
Estimaciones de la población indígena de Chile en 1536:
| Autor                        | Región           | Población       |
| ---------------------------- | ---------------- | --------------- |
| Ángel Rosenblat (1954)       | Chile            | 600 000         |
| Toribio Medina Thayer Ojeda  | Ibíd.            | 500 000         |
| Sergio Villalobos            | Ibíd.            | 700 000-800 000 |
| Ibíd.                        | Arica-Loa        | 8000-10 000     |
| Ibíd.                        | Atacama          | 4000            |
| Ibíd.                        | Copiapó-Choapa   | 20 000          |
| Ibíd.                        | Aconcagua        | 15 000-20 000   |
| Ibíd.                        | Mapocho-Maule    | 125 000         |
| Ibíd.                        | Maule-Toltén     | 300 000-450 000 |
| Ibíd.                        | Toltén-Bueno     | 120 000         |
| Ibíd.                        | Chiloé           | 30 000          |
| Ibíd.                        | Aysén Magallanes | 15 000          |
| Horacio Larraín              | Chile            | 1 100 000       |
| Ibíd.                        | Aymaras          | 40 000          |
| Ibíd.                        | Changos          | 6000            |
| Ibíd.                        | Atacameños       | 4000            |
| Ibíd.                        | Diaguitas        | 25 000          |
| Ibíd.                        | Picunches        | 220 000         |
| Ibíd.                        | Pehuenches       | 40 000          |
| Ibíd.                        | Mapuches         | 425 000         |
| Ibíd.                        | Huilliches       | 180 000         |
| Ibíd.                        | Cuncos           | 100 000         |
| Ibíd.                        | Chonos           | 3000            |
| Ibíd.                        | Kawésqar         | 3000            |
| Ibíd.                        | Yámanas          | 3000            |
| Ibíd.                        | Selk'nam         | 5000            |
| Rolando Mellafe Rojas (1929) | Chile            | 1 000 000       |

Se estiman en 1 a 1,2 millones de habitantes según Cooper en el actual territorio de Chile, de los cuales 500 000 a un millón mapuches. Cooper en 1946 estimó que los araucanos eran quinientos mil a millón y medio al llegar los españoles.
En 1536 se calculan que en la región entre Copiapó a Valdivia un millón de indígenas y se redujo a la mitad a fines del siglo. Otros cálculos que incluyen el territorio desde Copiapó a Chiloé (territorio de los pueblos de lengua mapuche) hablan de 725 000 a 1 540 000 nativos y se redujo en hasta dos tercios con la conquista.
Las cifras más alcistas hablan de 1,5 a 2 millones de mapuches en el siglo XVI. Tenían asentamientos desde lo que hoy es Antofagasta a la isla Grande de Chiloé.
A inicios de la conquista solo la población de la Isla Grande de Chiloé era de 50 000 aborígenes (12 000 tributarios) según un conteo del corregidor Alonso Benítez, a fines del siglo XVI los nativos llegaban a solo 5000 (1500 hombres adultos). Martín Ruiz de Gamboa estimó que los setenta cavíes (clanes) existentes en la isla reunían unas 150 mil almas, cálculo que demostró ser exagerado. En 1609 la población nativa isleña se estimaba en 10 000 gentes.
Los diaguitas entre los ríos Copiapó y Choapa en 1540 eran unos 20 000 gentes. Sobre las tierras ubicadas más al sur Jorge Hidalgo en 1972 estimaba que al momento de su sometimiento los pobladores indígenas del área comprendida entre los ríos Cachapoal y Maule eran aproximadamente unas 100 000 personas, llamadas conocidas como los promaucaes. En el territorio entre el río Aconcagua y el Maule vivían 125 a 130 mil personas, unas 20 a 30 mil en los valles del Aconcagua, Mapocho y Maipo, la mayoría en los dos primeros. Bengoa consideraba sobre los picunches que su población jamás fue muy abundante y que cayó violentamente tras la conquista, basándose en los cronistas, considerando esta falta de mano de obra el motivo por el cual Valdivia inicio sus campañas al sur. Se debe de destacar que Bengoa basándose en Osvaldo Silva profesor de la Universidad de Chile considera que el territorio mapuche empezaba al sur del Maule y que al norte de este, en los valles de Aconcagua y Maipo estaban los picunches y entre los del Cachapoal y del Maipo los promaucaes, el primer grupo fue el que suministro el mayor número de yanaconas para las campañas en el sur de forma voluntaria o forzada, los habitantes de las tierras al sur del Maule solían rebelarse en las mayores insurrecciones iniciadas al sur del Biobío. A raíz de la conquista muchos nativos, principalmente del valle del Mapocho empezaron a migrar al sur, al territorio de los promaucaes, entre el Maipo y el Maule, y los mismos promaucaes al producirse la llegada de Valdivia en 1545 inician su migración al territorio entre el Maule y el Itata convirtiendo aquella área (tras su sometimiento a finales del siglo XVI) en la zona de transición entre el territorio bajo dominio español y La Frontera. Según Miguel de Olavarría al fundarse Santiago entre los ríos Choapa y Maule había 60 000 indios.
En los años posteriores a la llegada de Pedro de Valdivia las cifras de la población indígena en el valle del Aconcagua según el cronista: 25 000 (Vivar, 1558), 50 000 (Mariño de Lovera, 1580), 60 000 (Olavarría, 1594) y 80 000 "indios" (Ovalle, 1646; Rosales, 1670). Estas discrepancias podrían deberse a lo impreciso de la delimitación geográfica de las observaciones, y porque se estarían incluyendo grupos indígenas de menor tamaño que vivían en sectores aledaños e, incluso, a grupos cercanos pero diferentes.
Sobre la base de la carta de Valdivia a Hernando Pizarro en 1545 en la que se menciona 15 000 "indios" viviendo entre Copiapó y el Maule permite deducir una cifra de 75 000 habitantes indígenas (cada "indio" multiplicado por un promedio de cinco, que es el tamaño de una unidad doméstica o familiar básica de la época). Agrega en su carta que durante la conquista ya habían muerto una cifra comparable de nativos por lo que la cifra bien pudo alcanzar los 150 000, descontando los diaguitas y los habitantes del valle del Aconcagua (27 500) la cifra sería de 122 500 picunches, 125 mil si se redondean las cifras.
Bibar en 1558 informa que la jurisdicción de Santiago (entre los valles del Aconcagua y Maule) tenía solo 9000 de los 25 000 indios tributarios siguiendo esta descripción la población indígena del área mencionada se habría reducido en un 72 % en los primeros 18 años de conquista.
El proceso de mestizaje para fines del siglo XVI ya estaba muy avanzado -además de la fuerte caída demográfica de la población indígena a causa de la guerra y las enfermedades-, los datos acerca de la mano de obra que abastecía a la sociedad de la época muestran que la principal fuente estaba formada por mestizos e indígenas, estos últimos con un porcentaje del 76,5 %. En 1598 había entre La Serena y Concepción solo 5600 indígenas encomendados.
En la costa de Arauco de 40 000 a 100 000 nativos fueron dados como encomienda a Pedro de Valdivia según algunos cronistas, sin embargo, la mayoría rebaja la cifra a 4 y 5 mil indios de repartimiento. En las encomiendas de Concepción sumarían 145 000 nativos y las de Penco unos 150 000 a 160 000 (incluían todo el territorio entre el Maule y el Bíobio). El padre Álvaro Fernández en 1552 estimaba que el distrito de Penco había 20 000 indios tributarios, los que dan un total de 80 a 120 mil pobladores indígenas. López de Velasco en 1570 llegó a estimar que 12 a 13 mil indios tributarios vivían en las regiones de Arauco y Tucapel, mientras que en Concepción en 1586 había 10 000 tributarios (60 000 indios en total).
Por su parte de La Imperial Rósales estimó en 40 000 indios tributarios cuando Valdivia los repartió en 1551, el obispo de la ciudad, don Lizárraga, estimó en 220 000 indios en total (37 000 tributarios), mientras que Martín García Oñez de Loyola les cálculo en 180 000, pero la fuente más confiable proviene de un vecino y testigo de tanto la fundación como de la repartición, su cifra es de 150 000 nativos en total.
Durante el primer siglo de conquista el valle central vio reducirse su población de 60 mil a solo 4 mil, Mellafe estima que en total solo un 20 a 30 % de los aborígenes del país sobrevivieron a dicho período. En la peste de tifus un tercio de la población mapuche murió (1554) y en la de viruela de 1563 un quinto de los sobrevivientes, en 1578 la sífilis ataca el norte del país. En los primeros cincuenta años de conquista al menos dos tercios de los indígenas murieron.
| Pueblo     | Número                                          | Pueblo  | Número                                            | Pueblo       | Número                                                 | Pueblo    | Número                                                                                          | Pueblo    | Número                                                                                                | Pueblo                                 | Número                                                                    |
| ---------- | ----------------------------------------------- | ------- | ------------------------------------------------- | ------------ | ------------------------------------------------------ | --------- | ----------------------------------------------------------------------------------------------- | --------- | --- | -------------------------------------- | ------------------------------------------------------------------------- |
| Atacameños | 5000 (1540) 3500 (1535) 4500 (1535) 4000 (1535) | Aymaras | 8500 (1540) 3500 (1535) 40 000 (1535) 5500 (1535) | Changos      | 5-6000 (1540) 6000 (1536) 6000 (1535) 6000 (siglo XVI) | Diaguitas | 25 000 (1540) 30 000 (1535) 25 000 (1535) 28 000 (1535) 15 000 (1546) 3000 (1549) 1200 (c.1600) | Picunches | 110 000 (1541) 120 000 (1535) 200 000 (1535) 220 000 (1535) 60 000 (1540) 35 000 (1558) 80 000 (1575) | Mapuches: Lafkenches Nagches Wenteches | 425 000 (1535) 486 000 (c.1550)                                           |
| Huilliches | 100 000 (1535) 180 000 (1535)                   | Cuncos  | 100 000 (1535) 10 000 (siglo XVI)                 | Chonos Payos | 3000 ch. (1535-40) 1500 pa. (1767)                     | Kawésqar  | 3000 (1535-40)                                                                                  | Yaganes   | 3000 (1535-40) 4000 (siglo XVI) 3000 (1860) 1000 (1884) 100 (1913) 60 (1931) 30 (1939)                | Rapanui                                | 10 000 (siglo XV) 15-20 000 (siglo XV) 5000 (1535) 7000 (1535) 172 (1872) |

Nota:
- En negrita pueblos de lengua mapuche.

A principios del siglo XVI la población diaguita y atacameña sumaba cerca de 81 000 individuos según cálculos alcistas. La estimación de Steward era de 41 000 diaguitas, en analogía con su estimación de los atacameños, unas 40 000 personas, o sea, 13 habitantes por cada 100 km², cifra que parece ser demasiado alta frente a las más modernas estimaciones, aun cuando, Steward incluía como "atacameño" a todo aquel indígena que vivía en las regiones de Tarapacá, Antofagasta y Atacama. Fernández de Oviedo, informado por los compañeros de viaje de Almagro, estimó la población nativa de los valles de Copiapó, Huasco y Coquimbo unidos en mill e quinientos hombres de guerra de lo que se desprende una población total de 7.500, considerada demasiada baja. La población de los valles de Copiapó, Huasco y Limarí cayó de los 20 mil (aprox. 1540) originales a apenas 2 mil (1576), además que la población del valle de Coquimbo se estimaba en 80 a 100 vecinos españoles y apenas 800 indios encomendados.
Pedro de Valdivia, en sus cartas al rey español, informa en 1545 que la población del Copiapó al valle del Aconcagua en 3000 indios tributarios, siendo 15 000 el total poblacional. El mismo año Valdivia escribió una carta a Francisco Pizarro estimaba en 15 000 los habitantes entre Copiapó y el Maule y otro tanto habían muerto en la guerra. Por tanto en 1540 serían en total 30 mil habitantes, o sea, 6 mil indios tributarios.
En el Norte Chico chileno basándose en Vivar, en 1540, tenía una población de:
| Valle             | Indios tributarios | Población total (tributarios x 5) | Valle     | Indios tributarios | Población total (tributarios x 5) |
| ----------------- | ------------------ | --------------------------------- | --------- | ------------------ | --------------------------------- |
| Copiapó           | 1000               | 5000                              | Huasco    | 800                | 4000                              |
| Valle de Coquimbo | (¿1200?)           | (¿6000?)                          | Limarí    | (500)              | (2500)                            |
| Combarbalá Choapa | (500)              | (2500)                            | Aconcagua | 1500               | 7500                              |

La cifra estimada por Hidalgo es en total de 5500 indios tributarios, multiplicados por cinco dan una población total de 27 500, un poco menor a la de Valdivia (30 000), pero descontando la población del Aconcagua, coincide con la estimación de Mariño de Lovera (20 000) para el área del Copiapó al Choapa. Hidalgo calcula que la población en 1535 hubiera sido un 20 % mayor reducida por el contacto con los españoles, sus soldados y enfermedades que alterado negativamente el modo de vida local. También estima por tanto la población del valle del Aconcagua en 7500 personas
Rolando Mellafe estimó por su parte en 200 000 habitantes al momento de la conquista viviendo al norte del río Aconcagua, 200 000 entre este río y el Itata, empezando a aumentar lentamente desde el Maule el número de habitantes, entre el Itata y el Toltén vivían unas 450 000 personas y al sur de este último otras 200 000 más.
En su punto culminante la población aimara es estimada por algunos en Arica y Tarapacá eran 8851 gentes, aunque esta cifra también incluye a los changos, dicha población habrá descendido a unos 5000 (600 o 700 changos) al momento de llegar los conquistadores porque varios miles los enviaron los incas a formar mitimaes en el Chile central. Un relato correspondiente a 1581 relata que en Atacama aún vivían cerca de 400 changos que no estaban sometidos aunque mantenían buenas relaciones con los caciques atacameños con los que intercambiaban alimentos. Según los censos de 1792 la población del Corregimiento de Arica era de 18 711 personas (12 870 indios) y la del de Tarapacá 7896 (5406 indios).
Los pobladores diaguitas del Norte Chico de Chile, en 1535 Copiapó, Huasco, Coquimbo, Limarí, Combarbalá y Choapa era de 25 000 habitantes, a los cinco años perdieron cinco mil almas y a los diez eran solo 10 900 vidas, es decir, su población cayo a la mitad en una década. Pedro de Valdivia tras su primera batalla contra los indios de Copiapó estimó en 8000 guerreros (lo que daría una población total de 40 000 gentes en el valle). Sin embargo, el mismo Jerónimo de Vivar consideraba dicha cifra demasiado alta.
Para la provincia de Atacama basándose en las estimaciones de 700 "indios de guerra" que existían en ella en 1535 Oviedo parece estimar la población en unos 3500 nativos. Esta estimación ha de haber sido menor a la realidad ya que muchos de ellos huyeron de los españoles que estaban en plenas campañas de conquista. Bibar en 1540 calculaba que en el pucará de San Pedro de Atacama había 1000 indios y más (Bibar, 15). Pedro Sande, el informante de Juan Lozano Machuca, en 1581, informaba que los atacamas eran más de 2000 almas y en la costa vivían cerca de 400 changos, no se sabe si se refería a la población total o a la de tributarios. La etnia atacameña en 1787 fue censada en 3655 gentes, de las que un 20 o 40 % habitaba en el actual noroeste de Argentina. Estimaciones modernas definen la población de dicha provincia (incluyendo a los diaguitas) en unos 9000 indígenas en el siglo XVI que decayó rápidamente.
Thayer Ojeda (1917:252) calcula que en los territorios araucano y huilliches eran poblados por 980 000 a 1 440 000 indios (incluyendo Chiloé) como estimación mínima y máxima, se basa en sus estimaciones los datos de la alta densidad que Valdivia observó en 1551 en las zonas costeras y del llano central, además de los tamaños de los ejércitos araucanos que participaron en las batallas y estimaciones separadas de indios encomendados, sin embargo, no hay datos más seguros por el poco tiempo transcurrido entre la ocupación española y la gran rebelión de Lautaro que los obligó a abandonar sus ciudades. Posteriores estimaciones de Cooper van de los 500 mil al millón y medio (Vol. 2: 694-695) y las de Steward en el millón (volumen 5: 658). Estas son estimaciones para dichas poblaciones en 1550, solo cinco años después una sequía constante, la guerra sin fin, el hambre, la destrucción de sus alimentos y su modo de vida y la epidemia de viruela pudieron reducir su población en un 60 % según Hidalgo (1972 b). Según León (1979:9) la población mapuche de 1870 incluyendo los territorios a ambos lados de los Andes era de 115 000 personas.
En vísperas de la independencia, un documento fechado en 1796, señala que el butalmapu pehuenche estaba formado por diez ayllarehues conocidos como Villucura, Rucalgue, Degmo, Chanco, Cura, Guayalí, Caibuyaunal, Neuquén, Dagüegue y Pino, con una población que llegaba a los 10 188 habitantes. Concentrándose en Degmo, Chanco, Cura y Guanbalí, parcialidades ubicadas en los valles y faldeos de la cordillera al sur del Bíobio, sumando 5097 personas. Luego se encontraban los del sector oriental con 3424 habitantes: Caibuyaunal, Neuquén, Dagüegue y Pino. Las reducciones cercanas a Cuyo habitadas por alrededor de mil personas, y Villucura y Rucalgüe, próximas a Santa Bárbara, contaban con 1.667.

### Brasil
La población precolombina del territorio brasileño se dividía básicamente en pueblos amazónicos al norte, chavanes en los macizos del interior, guaraníes en el sur y tupíes en la costa. Se cree que vivían de 1 millón según Rosemblat (bajistas), o 2, o de 3 a 5 millones (moderadas), llegando a los 6 a 10 millones las más altas; en ese país más de la mitad en la Amazonia, siendo las últimas las cifras más aceptadas en la actualidad. Según Denevan (1976) había 4,8 a 5,6 millones de personas en el norte y centro del país; y para Hemming (1928) en 2 a 2,4 millones en el sur de ese país (principalmente tupis).
En el litoral costero brasileño se estima que vivían 5 millones de indígenas, cerca de un 5 a 10 % sobrevivió (la colonización del Amazonas empezó en el siglo XVIII). Actualmente Denevan calcula entre 5,1 y 6,8 millones de habitantes de la Amazonia, gracias al descubrimiento de grandes ciudades precolombinas en la región (urbanismo extendido). El cálculo más alto llega a los 13 o 20 millones de habitantes precolombinos. Denevan estimó en 5,1 millones en la Amazonia y 500 000 en el sur brasileño.
Laureano de la Cruz estimó en 91 000 habitantes en los ríos tributarios en Perú y Bolivia (1647), mientras que en 1540 había 84 500 gentes.
El historiador William M. Denevan calculó en 3 625 000 personas en la cuenca Amazónica y 4 800 000 en el resto de Brasil.
- Civilizaciones amazónicas: En el norte de Brasil eran 3,6 a 7 millones de personas (incluyendo a los tupíes).[422] Las cifras más altas hablan de 6 a 10 millones de indígenas en la cuenca amazónica en 1492.[423][424]
- Chavanes y Gé: En el centro de Brasil eran de 600 mil a un millón.[425][426]

Los historiadores Kroeber y Rosemblat estimaban en 2 y 3,3 millones de habitantes de la Sudamérica precolombina no andina, respectivamente. Steward estimó por su parte en 2,9 millones en la misma región. En la actualidad son más aceptadas las cifras moderadas que hablan de 9 a 11 millones (mínimo) en la América del Sur no andina, de estos un millón a millón y medio vivían en la Amazonia. Sin embargo grupos indígenas calculan que la población amazónica en 1492 era de 7 millones de habitantes.
Los principales grupos indígenas de Brasil en 1500 eran:
- Tupinambá o Tupíes: para los bajistas solo unos 100 000,[430] cifras moderadas hablan de 1,5 millones desde Amapá por toda la costa brasileña hasta Uruguay.
- Bajo Amazonas: un millón de personas.
- Alto Amazonas: millón y medio de habitantes.
- Guaraníes: un millón del Chaco y São Paulo.
- Grupo Ye en Minas Gerais y Bahía, Tapuyas del noreste y la región centro oeste, unas 600 000 a 800 000 personas. Sin embargo algunas fuentes los elevan a 1 000 000 de personas.[431]

Se calcula que dos millones de indígenas murieron en la colonización del Bajo Amazonas en el siglo XVII, según el sacerdote António Vieira, aunque muchos lo considera un número demasiado alto.
Gran parte de la población pobre de las regiones de brasileñas Centro-Oeste, Nordeste y Norte es descendientes de tupinambas.
La cuenca del Amazonas a pesar de que la historiografía clásica la consideraba una región poblada solo por algunas tribus nómadas, nuevos descubrimientos arqueológicos demuestran que era una región con grandes comunidades agrícolas, conectadas por caminos de hasta 50 m de ancho, cada pueblo tenía de 2500 a 5000 habitantes. Las construcciones eran de madera y huesos que se descomponían en la selva, se movían grandes cantidades de tierra para hacer caminos y plazas. También se construyeron puentes sobre los grandes ríos. Con la llegada de los europeos las pestes acabaron con gran parte de la población, los sobreviviente huyeron al interior de la selva. Los tupinambas vivían en pueblos de 400 a 1600 habitantes, pero hubo algunos que llegaron a los 15 000 ha.
La tribu "Cinta Larga" del occidente de la Amazonia brasileña fue contacta por primera vez en los 1960s de los 5000 que eran en 1973 cayeron por las enfermedades y las masacres perpetradas por buscadores de oro y diamantes y empresarios forestales a solo 1300 actualmente.
Población y ubicación de las principales tribus del Brasil al comienzo del siglo XVI:
| Tribu                                       | Población en 1500 (miles)                                | Lugar                                      |
| ------------------------------------------- | -------------------------------------------------------- | ------------------------------------------ |
| Aimoré o botocudo                           | 30 (1500) 13-14 (1820)                                   | Espíritu Santo                             |
| Caetés                                      | 30 50                                                    | Minas Gerais Costa del nordeste brasileño  |
| Canindé Genipapo                            | 20                                                       | São Paulo                                  |
| Carijós *                                   | 25 6 25 Total: 56-100                                    | São Paulo Paraná Rio Grande do Sul         |
| Cariri * Tabajaras *: Icó,Caratiú, y Panati | 25                                                       | Nordeste interior                          |
| Charrúas                                    | 35                                                       | Rio Grande do Sul                          |
| Guaraníes                                   | 25                                                       | Mato Grosso do Sul                         |
| Omaguás                                     | 20 (1500) +15 (1645)                                     | Amazonas                                   |
| Potiguar *                                  | 90                                                       | Costa nordeste                             |
| Tamoios *                                   | 25 35                                                    | Río de Janeiro Cabo Frío                   |
| Tucujú                                      | s/i                                                      | Amapá                                      |
| Tupinambás *                                | 25 (1500) 85-103 (1500-1501) 189 (inicios del siglo XVI) | Maranhão (Cumá) Río de Janeiro (Recôncavo) |
| Tupiniquimes *                              | 55 35                                                    | Espíritu Santo São Paulo                   |
| Cayapos                                     | 5-6 (1896) 1,5-2 (1906) 0,05 (1929)                      | Amazonas                                   |
| Tobayaros*                                  | 8 (1800)                                                 | Ceará                                      |
| Nambikwavas                                 | 10 (1900) 0,5 (1930)                                     | Mato Grosso                                |

Nota: símbolo (*) significa que se trata de un pueblo del grupo tupí.
Población indígena durante el siglo XVI de las diversas unidades territoriales del Brasil actual:
| Área                  | Nº de tribus | Población (miles) |
| --------------------- | ------------ | ----------------- |
| Acre (Río Purús)      | 16           | 30                |
| Amazonas (Río Branco) | 9            | 33                |
| Tocantins             | 19           | 101               |
| Nordeste (litoral)    | 7            | 208               |
| Nordeste (interior)   | 13           | 85                |
| Maranhão              | 14           | 109               |
| Bahía                 | 8            | 149               |
| Minas Gerais          | 11           | 91                |
| Espírito Santo        | 9            | 160               |
| Río de Janeiro        | 7            | 97                |
| São Paulo             | 8            | 146               |
| Paraná Santa Catarina | 9            | 152               |
| Rio Grande do Sul     | 5            | 95                |
| Mato Grosso do Sul    | 7            | 118               |
| Mato Grosso           | 13           | 71                |
| Otros                 | s/i          | 786               |
| Total                 | s/i          | 2431              |

Anna C. Roosevelt en su libro Moundbuilders of the Amazon de 1991 estima que los centros urbanos recientemente descubiertos en la isla Marajó pudieron ser poblados por 100 mil personas al llegar los europeos. Según los estudios antropológicos de William Balée en 1989, un 12 % de la Selva amazónica está sobre tierras que fueron cultivadas por antiguos pueblos gracias la terra preta, lo que permitió a la selva tal expansión sobre un área del tamaño de Francia.
En la región conocida como Alto Xingu en el estado de Mato Grosso, Brasil. Tenía entre 50 000 y 100 000 habitantes que vivían en dispersos en varios centros agrícolas unidos por caminos entre sí, sucedió entre los años 1200 y 1600, pertenecía a la tribu kuikuro.

## Población total
Cálculo bajista según Rosemblat (solo para Hispanoamérica).
| Región                   | Población en 1492 (miles) | Población en 1570 (miles) |
| ------------------------ | ------------------------- | ------------------------- |
| México                   | 4500                      | 3500                      |
| Centroamérica            | 800                       | 550                       |
| Colombia                 | 850                       | 800                       |
| Venezuela                | 350                       | 300                       |
| Ecuador                  | 500                       | 400                       |
| Perú                     | 2000                      | 1500                      |
| Bolivia                  | 800                       | 700                       |
| Chile                    | 600                       | 600                       |
| Paraguay                 | 280                       | 250                       |
| Argentina                | 300                       | 300                       |
| Uruguay                  | 5                         | 5                         |
| Antillas                 | 300                       | 22,15                     |
| La Española              | 100                       | s/i                       |
| Cuba                     | 80                        | s/i                       |
| Puerto Rico              | 50                        | s/i                       |
| Jamaica                  | 40                        | s/i                       |
| Bahamas Antillas Menores | 30                        | s/i                       |
| América                  | 11 285                    | 8.970,15                  |

Etnografía de América Latina entre 1492 y 1650, según Rosenblat:
| País            | Indígenas                                         | Blancos                                 | Mestizos, negros y mulatos              | País        | Indígenas                                         | Blancos                                | Mestizos, negros y mulatos              |
| --------------- | ------------------------------------------------- | --------------------------------------- | --------------------------------------- | ----------- | ------------------------------------------------- | -------------------------------------- | --------------------------------------- |
| México          | 4500 000 (1492) 3 500 000 (1570) 3 400 000 (1650) | s/i (1492) 30 000 (1570) 200 000 (1650) | s/i (1492) 25 000 (1570) 200 000 (1650) | Perú        | 2000 000 (1492) 1 500 000 (1570) 1 400 000 (1650) | s/i (1492) 25 000 (1570) 70 000 (1650) | s/i (1492) 60 000 (1570) 130 000 (1650) |
| Brasil          | 1000 000 (1492) 800 000 (1570) 700 000 (1650)     | s/i (1492) 20 000 (1570) 70 000 (1650)  | s/i (1492) 30 000 (1570) 130 000 (1650) | Colombia    | 850 000 (1492) 800 000 (1570) 600 000 (1650)      | s/i (1492) 10 000 (1570) 50 000 (1650) | s/i (1492) 15 000 (1570) 100 000 (1650) |
| América Central | 800 000 (1492) 550 000 (1570) 540 000 (1650)      | s/i (1492) 15 000 (1570) 50 000 (1650)  | s/i (1492) 10 000 (1570) 60 000 (1650)  | Bolivia     | 800 000 (1492) 700 000 (1570) 750 000 (1650)      | s/i (1492) 7000 (1570) 50 000 (1650)   | s/i (1492) 30 000 (1570) 50 000 (1650)  |
| Chile           | 600 000 (1492) 600 000 (1570) 520 000 (1650)      | s/i (1492) 10 000 (1570) 15 000 (1650)  | s/i (1492) 10 000 (1570) 15 000 (1650)  | Ecuador     | 500 000 (1492) 400 000 (1570) 450 000 (1650)      | s/i (1492) 6000 (1570) 40 000 (1650)   | s/i (1492) 10 000 (1570) 90 000 (1650)  |
| Venezuela       | 350 000 (1492) 300 000 (1570) 280 000 (1650)      | s/i (1492) 2000 (1570) 30 000 (1650)    | s/i (1492) 5000 (1570) 60 000 (1650)    | Argentina   | 300 000 (1492) 300 000 (1570) 250 000 (1650)      | s/i (1492) 2000 (1570) 50 000 (1650)   | s/i (1492) 4000 (1570) 40 000 (1650)    |
| Paraguay        | 280 000 (1492) 250 000 (1570) 200 000 (1650)      | s/i (1492) 3000 (1570) 20 000 (1650)    | s/i (1492) 20 000 (1570) 30 000 (1650)  | La Española | 100 000 (1492) 500 (1570)                         | s/i (1492) 5000 (1570)                 | s/i (1492) 30 000 (1570)                |
| Cuba            | 80 000 (1492) 1350 (1570)                         | s/i (1492) 1200 (1570)                  | s/i (1492) 15 000 (1570)                | Puerto Rico | 50 000 (1492) 300 (1570)                          | s/i (1492) 1000 (1570)                 | s/i (1492) 10 000 (1570)                |
| Uruguay         | 5000 (1492) 5000 (1570) 5000 (1650)               | s/i                                     | s/i                                     |             |                                                   |                                        |                                         |

Cálculo Moderado de Denevan:
| Región                                               | Cálculo de 1976 (miles) | Cálculo de 1992 (miles) |
| ---------------------------------------------------- | ----------------------- | ----------------------- |
| Angloamérica                                         | 4400                    | 3790                    |
| México central                                       | 18 300                  | 13 890                  |
| Chiapas                                              | 800                     | 275                     |
| Yucatán-Tabasco                                      | 1600                    | 1600                    |
| Soconusco                                            | s/i                     | 80                      |
| Norte mexicano                                       | 700                     | 1380                    |
| Sur de Guatemala                                     | 2000                    | 2000                    |
| Honduras-Belice                                      | 750                     | 850                     |
| El Salvador                                          | 500                     | 750                     |
| Nicaragua                                            | 1000                    | 825                     |
| Costa Rica                                           | 400                     | 400                     |
| Panamá                                               | 1000                    | 800                     |
| La Española                                          | 1950                    | 1000                    |
| Resto de las Antillas                                | 3900                    | 2000                    |
| Andes centrales                                      | 7500                    | 11 696                  |
| Colombia                                             | 3000                    | 3000                    |
| Venezuela                                            | 1000                    | 1000                    |
| Amazonia                                             | 5100                    | 5664                    |
| Argentina                                            | 900                     | 900                     |
| Chile                                                | 1000                    | 1000                    |
| Otros territorios de las tierras bajas de Sudamérica | 1500                    | 1055                    |
| Total                                                | 57 300                  | 53 904                  |